# Оборона Севастополя (1854—1855)
Оборона Севастополя 1854—1855 годов — 349-дневная оборона русскими войсками Севастополя (главной базы Черноморского флота) в Крымской войне. Эту оборону называют также Первой обороной Севастополя, в отличие от обороны города в 1941—1942 годах.
Блокада Севастополя стала кульминацией Крымской войны. Севастополь (первоначальный гарнизон около 7 тысяч человек), не имевший заранее подготовленной обороны города с суши, подвергся наступлению англо-французского десанта (более 60 тысяч человек) и флота, превосходившего русский флот по боевым кораблям более чем в три раза. Полевая русская армия в 40 тысяч человек не смогла помешать высадке и началу осады. В короткий срок на южной стороне города были созданы оборонительные укрепления, тогда как вход с моря в Севастопольскую бухту перекрыли специально затопленные корабли. Союзники по антироссийской коалиции — Англия, Франция и Турция — рассчитывали, что город будет захвачен за неделю, однако они недооценили стойкость оборонявшихся русских войск, в ряды которых влились сошедшие на берег моряки Черноморского флота. В обороне города приняли участие и мирные жители. Осада продлилась 11 месяцев. В ходе осады союзники провели шесть массированных артиллерийских бомбардировок Севастополя с суши и моря.
Севастопольскую оборону возглавлял начальник штаба Черноморского флота вице-адмирал В. А. Корнилов, а после его гибели — командующий эскадрой вице-адмирал (с марта 1855 года — адмирал) П. С. Нахимов. Настоящим гением обороны Севастополя стал военный инженер генерал Э. И. Тотлебен.
После Балаклавского и Инкерманского сражений 1854 года борьба за город перешла в затяжную стадию. Пережив зиму, к которой они были плохо подготовлены, союзники прорвались в Азовское море. К маю 1855 года войска антироссийской коалиции на полуострове насчитывали 175 тысяч человек, русские войска — 85 тысяч, в том числе 43 тысячи в районе Севастополя.
В ночь на 28 августа (9 сентября) 1855 года противник овладел ключевой позицией — Малаховым курганом, что предрешило исход Севастопольской обороны. Дальнейшая оборона города не имела смысла. Командующий русской группировкой в Крыму князь М. Д. Горчаков за одну ночь перевёл свои войска на северную сторону. Город был подожжён, пороховые погреба — взорваны, военные суда, стоявшие в бухте, — затоплены. Союзники, однако, не решились преследовать российские войска, считая город заминированным, и только 30 августа (11 сентября) вступили в дымящиеся развалины Севастополя.
Оборона Севастополя продемонстрировала умелую организацию активной обороны, основанной на взаимодействии сухопутных войск и флота. Характерными её особенностями стали непрерывные вылазки обороняющихся, ночные поиски, минная война, тесное огневое взаимодействие корабельной и крепостной артиллерии. Одновременно вскрылись слабость русского тыла и снабжения, воровство и коррупция интендантского ведомства.

## Севастополь и Крым перед началом осады

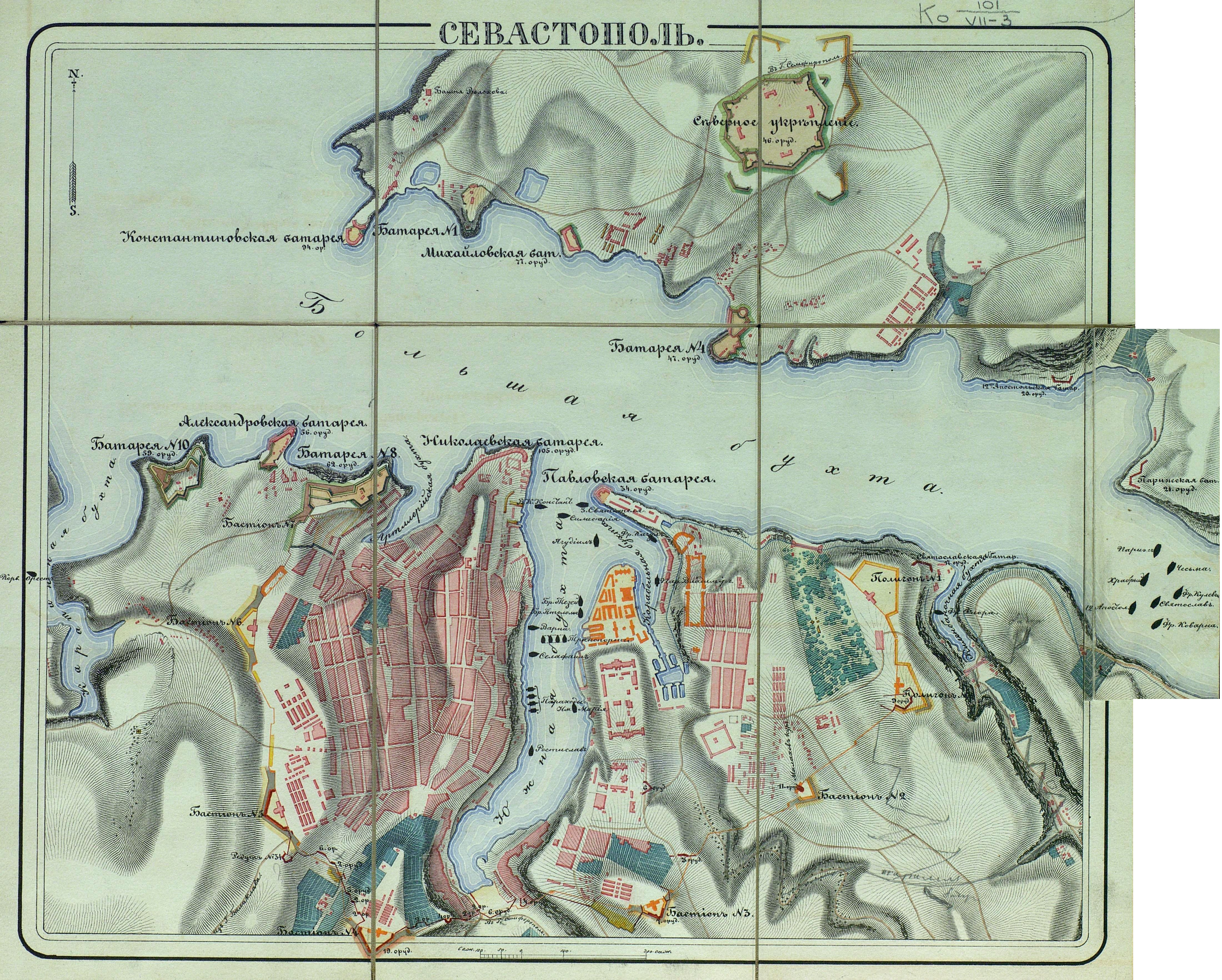
План крепости Севастополь. «Атлас крепостей Российской империи» — СПб., 183? год

Основанный Российской империей в 1784 году город Севастополь представлял собой важный стратегический пункт как для оборонительной, так и для наступательной войны на Чёрном море. К началу Крымской (Восточной) войны Севастополь как главный военный порт на юге России был снабжён всем необходимым для обеспечения действий флота. Там имелись адмиралтейство, доки, арсенал, провиантские склады, склад орудий, пороха и прочих припасов, флотские казармы и два госпиталя. В городе насчитывалось до 2 тысяч каменных домов и до 40 тысяч жителей почти исключительно русского населения, в основном имеющего отношение к флоту.
Условия местности, на которой расположен Севастополь, позволяли создать мощную оборону со стороны моря и в то же время крайне затрудняли организацию обороны со стороны суши. Город, разделённый Севастопольской бухтой на две части, северную и южную, требовал для своей обороны сравнительно большого числа войск. Сам город и морские сооружения преимущественно находились на южном берегу Севастопольского рейда. В то же время северный берег занимал командное положение, а потому обладание им было равносильно владению рейдом и портом. В юго-восточной своей части город был окружён командными высотами, среди которых следует упомянуть Федюхины высоты, Инкерманские высоты, Сапун-гору.

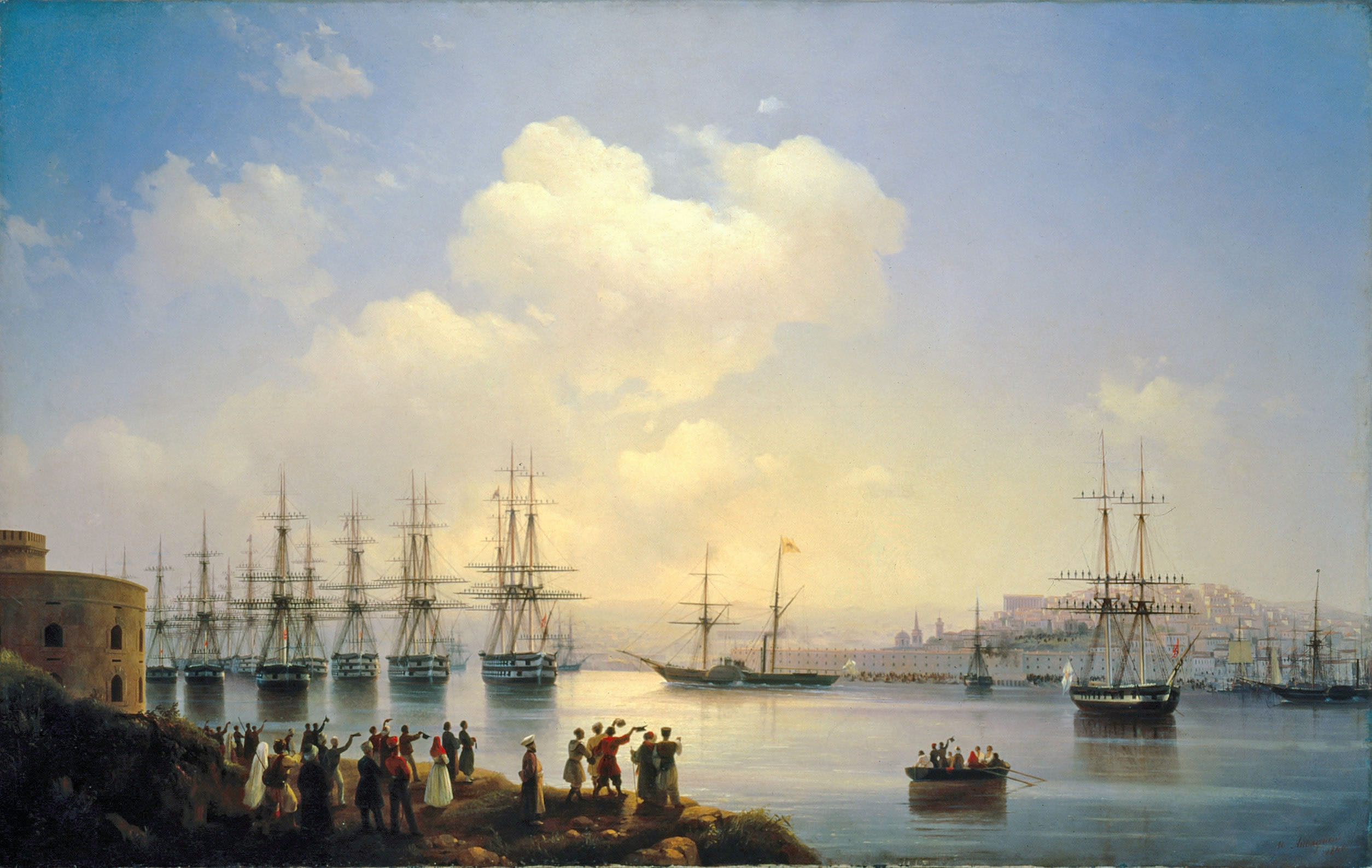
Русская эскадра на Севастопольском рейде. Айвазовский, 1846 год

Оборона Севастопольского рейда с моря к началу войны была полностью завершена. Оборонительные сооружения включали 8 мощных артиллерийских батарей. Три из них располагались на северном берегу: Константиновская, Михайловская и батарея № 4, остальные — на южном (Павловская, Николаевская, батарея № 8, Александровская и батарея № 10). Из восьми батарей четыре (Константиновская, Михайловская, Павловская и Николаевская) были каменными, казематными. Все эти батареи, вооружённые в общей сложности 533 орудиями, были способны обстреливать взморье и рейд фронтальным, фланговым и тыльным огнём.
Как писал российский военный историк А. М. Зайончковский, с суши Севастополь был совершенно не укреплён. К началу войны во исполнение проекта укреплений города от 1837 года на южной стороне рейда были построены оборонительные казармы для закрытия горж на местах бастионов № 1, 5 и 6, почти были закончены бастион № 7 и оборонительные стены между бастионом № 7 и проектируемыми бастионами № 6 и 5. На местах рвов проектируемых бастионов № 3, 4 и 6 были сделаны небольшие валики. Кроме того, была возведена тыльная оборонительная стенка сзади батареи № 8 и бастиона № 7 между артиллерийскими зданиями. На северной стороне рейда имелось единственное Северное укрепление, построенное ещё в 1818 году в виде восьмиугольного форта, однако оно было малопригодно для обороны. Ни одно из укреплений сухопутной стороны к началу войны не было вооружено, а на береговых батареях количество орудий было меньше установленного проектом.
За период до начала осады (сентябрь 1854 года) основные меры по укреплению обороны были предприняты на южной стороне Севастополя. Самым сильным укреплением стал бастион № 6, хотя и его постройка осталась незавершённой. По устройству бастиона № 5 ничего сделано не было, и лишь возведённая там башня была приспособлена для артиллерийской обороны и снабжена 11 орудиями. Оборонительная стенка между бастионами № 7, 5 и 6 была закончена и вооружена 14 орудиями. Левее бастиона № 5 был построен и вооружён редут Шварца. Между редутом Шварца и бастионом № 4 были устроены три завала, охраняемые 14 полевыми орудиями. Несколько небольших земляных батареек перекрыли промежуток между бастионами № 4 и 3. На месте, предназначенном для бастиона № 3, была устроена батарея. На Малаховом кургане, кроме башни, никаких сооружений возведено не было. На месте бастиона № 2 на голой скале была устроена 6-орудийная батарея, по обе стороны которой тянулись каменные завалы. На месте бастиона № 1 была также возведена 4-орудийная батарея. На Корабельной стороне (юго-восточная часть города) была устроена также линия каменных завалов. Все новые укрепления, однако, по оценке А. М. Зайончковского, были весьма слабы и были способны отразить лишь немногочисленный десант. На их вооружении, включая сухопутную часть бастиона № 7 и батареи № 10, было всего 145 орудий.
До 1854 года практически все пути сообщения в Крыму представляли собой грунтовые дороги. Сообщение между Севастополем и остальными частями полуострова осуществлялось по дороге через Бахчисарай до Симферополя (Ак-Мечети). Дорога эта находилась в очень плохом состоянии и пролегала то по каменистой горной, то по глинистой местности, то по болотистым низменностям.
Население полуострова до войны превышало 430 тысяч человек. Большая часть населения состояла из татар; кроме них, в Крыму проживали караимы (преимущественно в городах), немцы-колонисты в Феодосийском и Симферопольском уездах, греки в Балаклаве, небольшое число русских переселенцев, болгары, армяне и евреи. Жители степей занимались преимущественно скотоводством; главным занятием жителей горной части Крыма являлось садоводство. Снабжение войск всеми припасами было затруднено, за исключением мяса, имевшегося в достаточном количестве. Подвоз морем прекратился с началом войны, а сухопутные пути были труднодоступны.
К 1 сентября 1854 года общая численность русских сухопутных войск в Крыму составляла 51 тысячу человек при 108 орудиях. Действующие войска подразделялись на 2 группы, из которых на самом полуострове под непосредственным начальством князя Меншикова находилось 35 тысяч человек при 84 орудиях.

## Кампания 1854 года

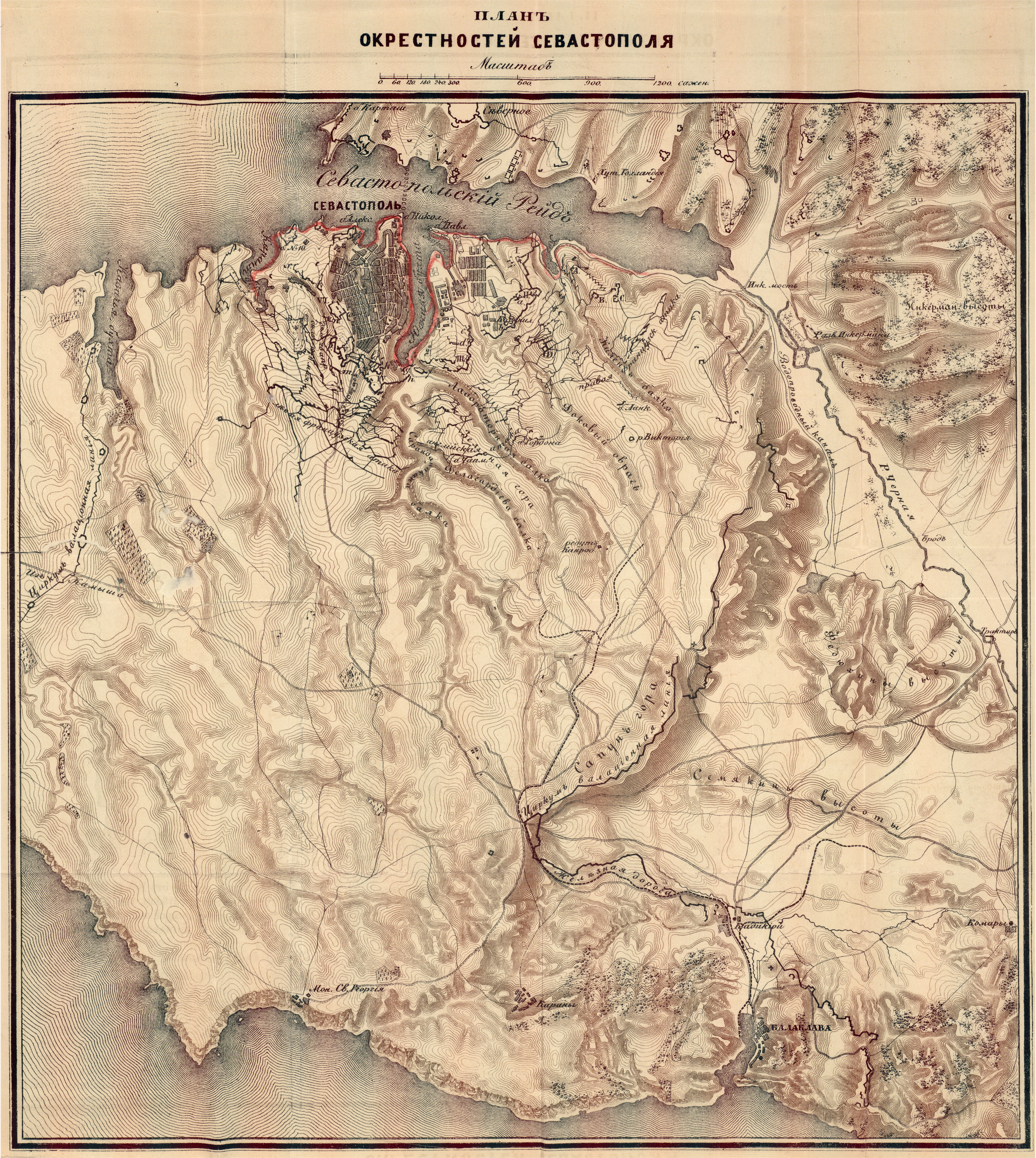
Севастополь и окрестности в Крымскую войну. Богданович, Модест Иванович «Восточная война 1853—1856 гг.»: СПб., Тип. Ф. Сущинского, 1876

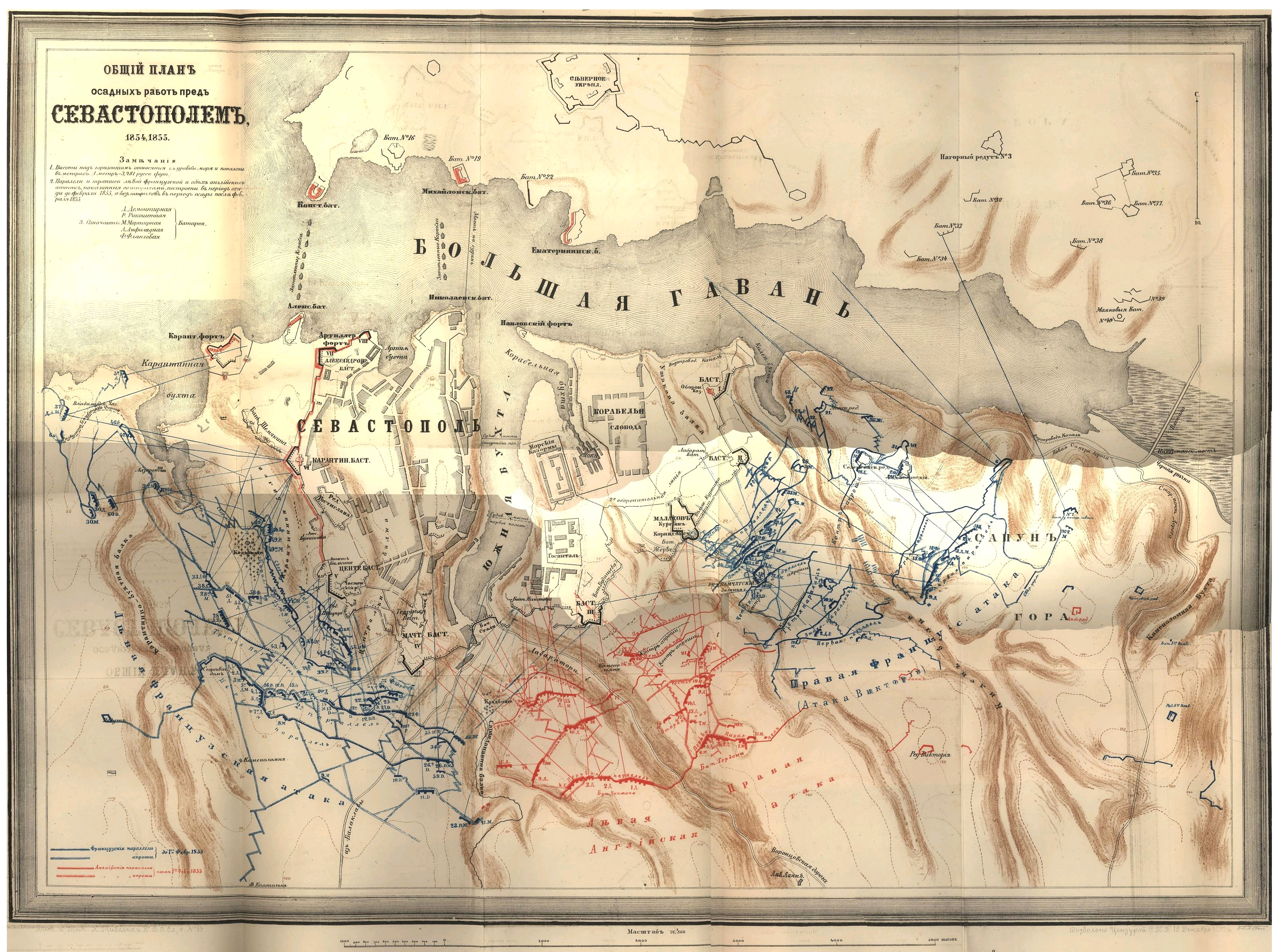
Общий план осадных работ в 1854-55 годах.

В июне — июле 1854 года превосходящие силы флота союзников (Англия, Франция, Турция и Сардиния) — 34 линейных корабля и 55 фрегатов (в том числе большинство паровых) блокировали русский флот (14 линейных парусных кораблей, 6 фрегатов и 6 пароходо-фрегатов) в бухте Севастополя.
В конце августа десантный флот союзников в составе 350 кораблей двинулся из Варны к Крыму. К 1 (13) сентября к берегам Евпатории была доставлена союзная армия, достигавшая 60 тысяч человек при 134 полевых и 72 осадных орудиях. Из общего числа союзников около 30 тысяч приходилось на долю французов, около 22 тысяч — на долю англичан, а 7 тысяч при 12 орудиях составляли турки. Английскими десантниками командовал лорд Раглан, французскими — маршал Франции Сент-Арно. В тот же день трёхтысячный отряд неприятеля захватил на провиантских складах Евпатории 60 тысяч пудов пшеницы, обеспечив армию этим провиантом на четыре месяца.
2 (14) сентября началась высадка экспедиционного корпуса коалиции на пространстве между озёрами Кизил-Ярским и Кичик-Бельским. Русская армия под командованием князя А. С. Меншикова, силой в 35 тысяч человек при 84 орудиях, сосредоточилась на левом берегу р. Альма, на пути продвижения высадившихся союзников к Севастополю, поскольку Меншиков счёл невозможным «атаковать высаженные войска на плоском берегу, обстреливаемом с флота».
8 (20) сентября в сражении на Альме союзники нанесли поражение русской армии, пытавшейся преградить им путь к Севастополю. Русские войска были вынуждены отступить, потеряв при этом более 5700 человек; потери союзников превысили 3300 человек.
9 (21) сентября на военном совете вопреки предложениям вице-адмирала Корнилова, предлагавшего выйти в море, атаковать противника и по меньшей мере погибнуть с честью, было принято важное решение: затопить на входе в бухту самые старые корабли — 5 линейных кораблей и 2 фрегата — и употребить их артиллерию и команду для усиления гарнизона. Корнилов протестовал против этого решения, но Меншиков, принявший на короткий срок командование, приказал привести его в исполнение.

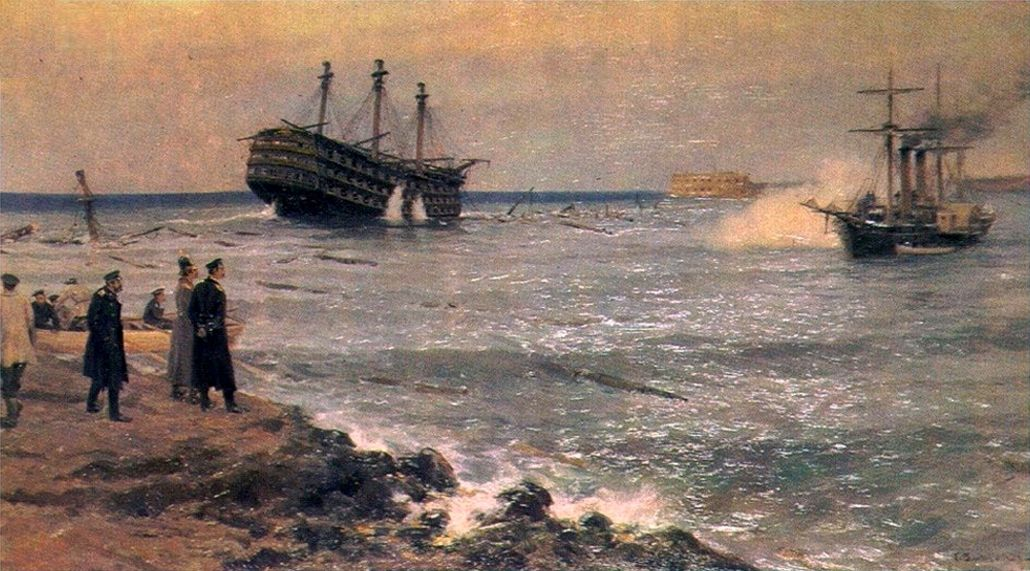
Затопление кораблей Черноморского флота на Севастопольском рейде 11 сентября 1854 года. Картина Ивана Владимирова

Имея преувеличенные сведения о силе российских укреплений на северной стороне Севастополя, маршал Сент-Арно решил обойти город и атаковать его южную сторону, которая, по имевшимся сведениям, была укреплена слабо. Вместе с переходом туда союзники приобретали позицию на Херсонесском полуострове, отличные стоянки для судов в многочисленных бухтах и удобное сообщение с флотом, представлявшим теперь их естественную базу. Английский командующий лорд Раглан изначально был сторонником штурма Северной стороны с последующим уничтожением оттуда артиллерийским огнём кораблей Черноморского флота, города и укреплений Южной стороны с тыла. Однако плохая осведомлённость о состоянии укреплений (Северную сторону союзники считали укреплённой очень хорошо, а Южную — почти беззащитной), разногласия между британским и французским командованием и утомления их войск после марша от Евпатории к Севастополю в сочетании с потерями в ходе Альмиского сражения привели к решению обойти город и атаковать его с Южной стороны. Эта грубая ошибка дала драгоценное время защитникам Севастополя на организацию обороны города.
Между тем князь Меншиков, опасаясь быть запертым в городе и отрезанным от остальной России, покинул Севастополь и совершил фланговое движение на Бахчисарай. Войска его во время этого движения не раз находились на ближайшем расстоянии от неприятельских, двигавшихся в противоположном направлении; но, благодаря закрытой местности и ночному времени, всё ограничилось случайными столкновениями мелких частей.
Оборона Севастополя была поручена на первое время вице-адмиралам Нахимову и Корнилову, в распоряжении которых оставалось 18 тысяч человек — преимущественно флотских экипажей. К счастью, в это время командование войсками противника было ослаблено болезнью маршала Сент-Арно.
12 (24) сентября французы заняли Федюхины высоты. 13 (25) сентября Севастополь был объявлен на осадном положении. В ночь с 13 (25) на 14 (26) сентября 1854 года авангард британской армии вошёл в Балаклаву и неожиданно для них был обстрелян огнём из генуэзской крепости, где засел полковник Манто. Тотлебен впоследствии так писал об этом событии: 

«В то время как англичане подходили к Балаклаве, в древних развалинах засел командир Балаклавского греческого пехотного батальона полковник Манто. С одной ротой своего батальона, в числе 80 человек строевых и 30 отставных солдат. При них были 4 медные полупудовые мортирки. <…> Неприятельский авангард, подойдя к Балаклаве, неожиданно был встречен огнём греческих стрелков».

 После шестичасовой перестрелки защитники крепости были взяты в плен. Часть Греческого батальона прорвалась в горы и затем соединилась с русской армией в Ялте.
В Балаклавскую бухту вошёл британский флот. Вслед за тем французы расположились на западной части Херсонесского полуострова и устроили свою базу в Камышовой бухте.

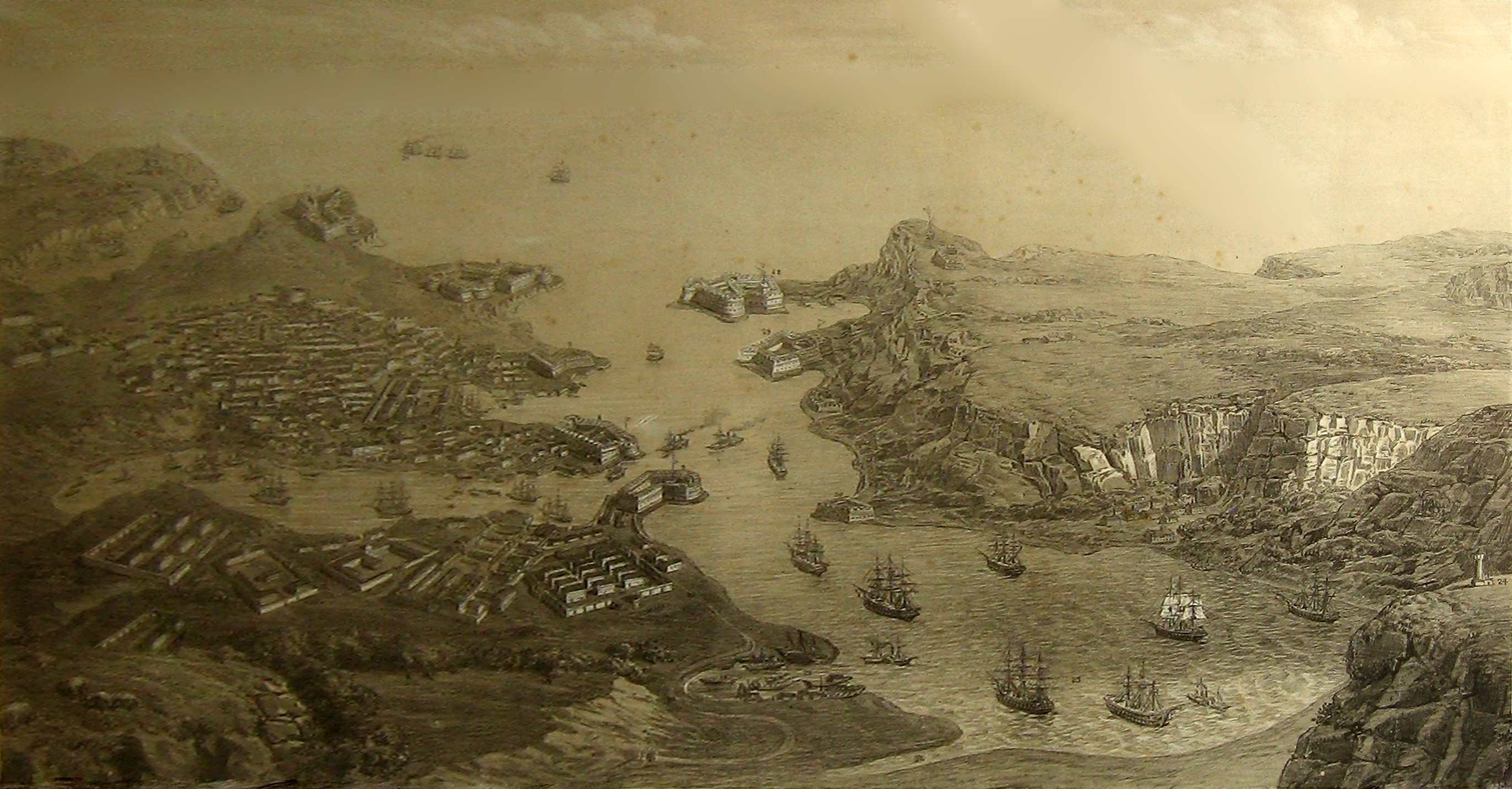
Литография «Перспектива города, гавани и укреплений Севастополя», 1850-е

С 14 (26) сентября командование французскими войсками перешло к генералу Канроберу, тогда как умирающий Сент-Арно отправился обратно в Константинополь и по пути туда скончался.
Между тем адмирал Нахимов, командовавший обороной южной стороны Севастополя, при известии о появлении неприятеля на Федюхиных высотах ожидал немедленного штурма, но союзники, опасаясь больших потерь, на штурм не решались, а приступили к осадным работам. Это позволило русскому командованию перебросить большинство войск с северной стороны на южную и деятельно заняться усилением своей оборонительной линии.
Все фортификационные работы велись под руководством инженер-подполковника Э. И. Тотлебена. 18 (30) сентября приблизившийся со своими войсками к Севастополю князь Меншиков направил гарнизону подкрепления. Однако оставшихся у князя Меншикова сил было настолько мало, что он уже не мог действовать в открытом поле и должен был выжидать прибытия свежих войск, отправленных к нему князем Горчаковым, который оказал в этот период времени самую деятельную помощь Крымской армии.
Между тем, в ночь на 28 сентября (10 октября) французы, расположившиеся под начальством генерала Форе к западу от Сарандинакиной балки, заложили 1-ю параллель в 400 саженях от 5-го бастиона; англичане, ставшие к востоку от названной балки, до обрывов Сапун-горы, в следующую ночь отрыли траншеи в 700 саженях от 3-го бастиона; для обеспечения же осадной армии обсервационный корпус генерала Боске (две французские дивизии) стал на Сапун-горе, имея вправо от себя 8 турецких батальонов.
В это время материальная обстановка союзников была очень плоха: холера производила сильные опустошения в их рядах; в продовольствии ощущался недостаток. Чтобы снабдить себя продовольствием и фуражом, они послали несколько пароходов к Ялте, ограбили город и его окрестности, но поживились сравнительно немногим. Во время осадных работ союзники несли много потерь от огня гарнизона и от частых вылазок, производившихся с замечательной отвагой.
5 (17) октября последовала первая бомбардировка Севастополя, как с сухого пути, так и с моря. Во время этой бомбардировки только английским батареям удалось одержать частный успех против 3-го бастиона; вообще же огонь союзников не увенчался удачей, несмотря на громадное количество выпущенных снарядов. Невосполнимой потерей для российских войск была смерть храброго Корнилова, смертельно раненного на Малаховом кургане. Общий урон российских войск составил 1250 человек; у союзников выбыло из строя 900—1000 человек.

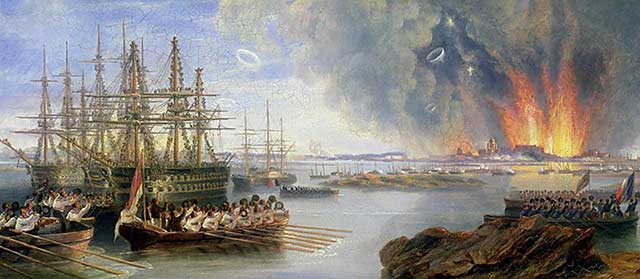
Джон Уилсон Кармайкл «Бомбардировка Севастополя», (1855), холст, масло — Королевский военный госпиталь Челси, Лондон

Бомбардировка никакой пользы союзникам не принесла; напротив, положение их сделалось труднее прежнего, и от надежды на лёгкое торжество им пришлось отказаться. Напротив того, уверенность русских в возможности успешной борьбы с сильным противником возросла. В следующие за тем дни огонь с обеих сторон продолжался с переменным успехом; однако французы успели значительно подвинуть вперёд свои осадные работы. Силы князя Меншикова тем временем постепенно увеличивались, и ему дарованы были права главнокомандующего.
Опасаясь за недостаток в порохе, которого расходовалось огромное количество, и видя быстрое приближение французских работ к 4-му бастиону (наводившее мысль о скором штурме), он решился отвлечь внимание неприятеля диверсией против его левого крыла. С этой целью разрешено было генералу Липранди, с отрядом в 16 тыс. человек, атаковать союзные войска, стоявшие у Балаклавы. Последовавшее сражение желаемых результатов не принесло. Хотя осадные работы несколько замедлились, но бомбардировка продолжалась с прежней силой; главная же невыгода состояла в том, что Балаклавское сражение обратило внимание союзников на их слабую сторону и открыло им виды князя Меншикова.

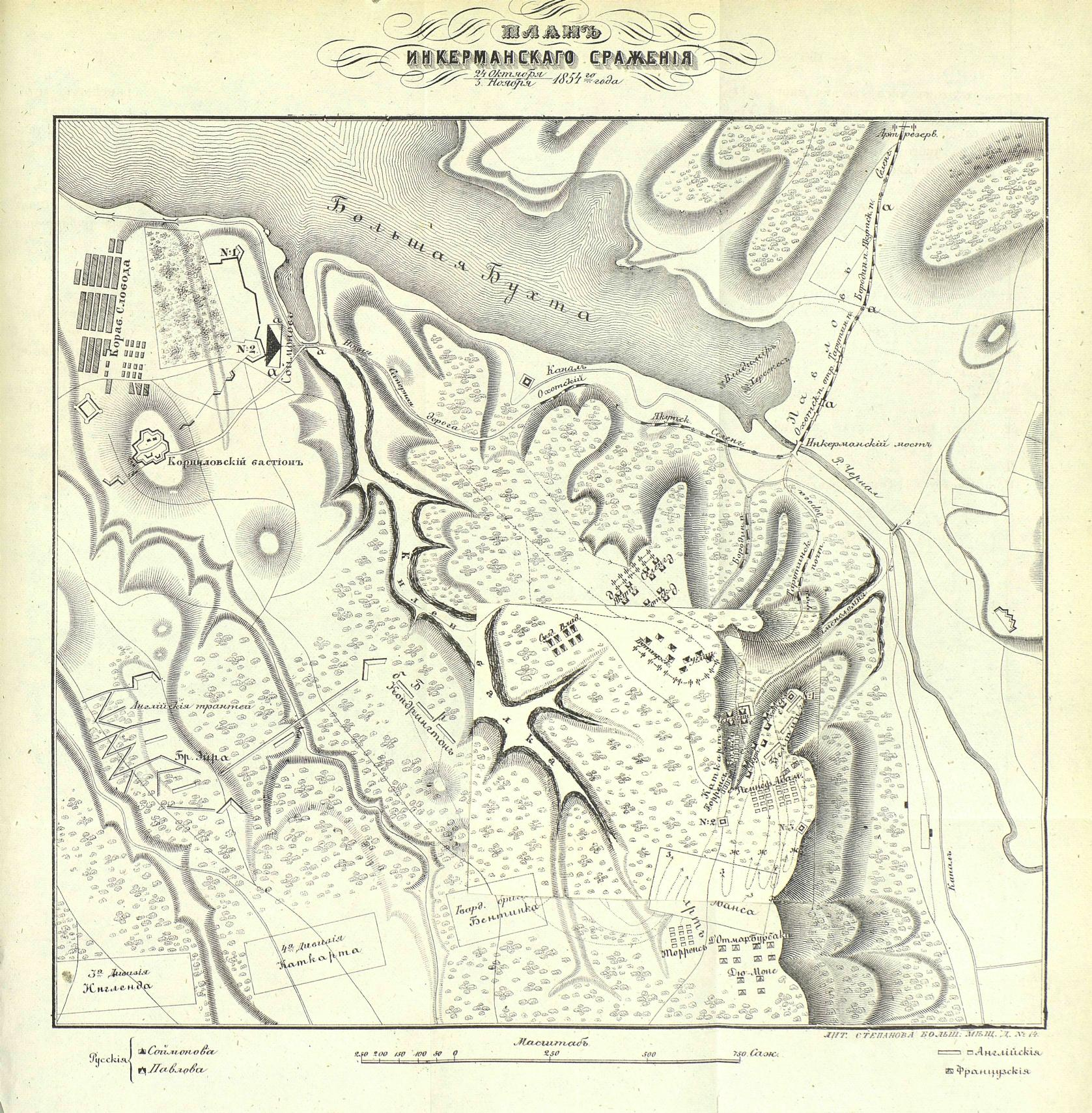
План Инкерманского сражения

Уже с 14 (26) октября они приступили к усиленному укреплению Балаклавы и Сапун-горы, и одна французская дивизия держалась там в постоянной боевой готовности. Осадные работы подвинулись в это время настолько, что союзные генералы уже предполагали решиться на штурм 4-го бастиона. Князь Меншиков, которому планы эти отчасти были известны через дезертиров, предупредил об этом начальство севастопольского гарнизона, приказав принять меры на случай штурма. Вместе с тем, так как силы его в это время достигли уже 100 тыс. человек, он решился воспользоваться таким перевесом, чтобы перейти в наступление. К этому побуждало его и крайне тяжёлое положение защитников Севастополя, изнемогавших в непрерывной борьбе, а также известие о скором прибытии к союзникам новых подкреплений.
5 ноября состоялось Инкерманское сражение, в котором российские войска имели первоначальный успех, но, несмотря на двукратный численный перевес и проявленную войсками отчаянную храбрость, своевременный подход подкрепления — французских частей — склонил чашу весов на сторону союзников. Российские войска не потеряли бодрости духа, но в них появилось печальное недоверие к своему начальству. Князь Меншиков впал в мрачное настроение и отчаивался в удержании Севастополя и даже Крыма. Император Николай, огорчённый неудачей, тем не менее ободрял Меншикова своими письмами.

## Оборона 1855 года
Хотя к началу 1855 года русские силы под Севастополем превосходили силы союзников и несмотря на то, что император Николай I настоятельно требовал от А. С. Меншикова решительных действий, последний медлил и упускал удобные для этого обстоятельства. Силы коалиции также значительно выросли, в основном благодаря французскому контингенту. Союзники не без труда, но наладили логистику и санитарное дело. На дипломатическом фронте они привлекли в январе 1855 года к коалиции Сардинское королевство, и прибытие его войск ожидалось к концу весны.
Наконец, когда в конце января в Евпаторию прибыл морем турецкий корпус Омер-паши (21 тыс.), то главнокомандующий, опасаясь движения турок к Перекопу или к Севастополю, разрешил генералу С. А. Хрулёву, с отрядом в 19 тыс., атаковать Евпаторию.
5 (17) февраля Хрулёв сделал попытку овладеть городом, но успеха не имел, и, потеряв около 800 человек, отступил. По получении известия об этой новой неудаче, император Николай решился сменить князя Меншикова, на место которого назначен был князь М. Д. Горчаков.

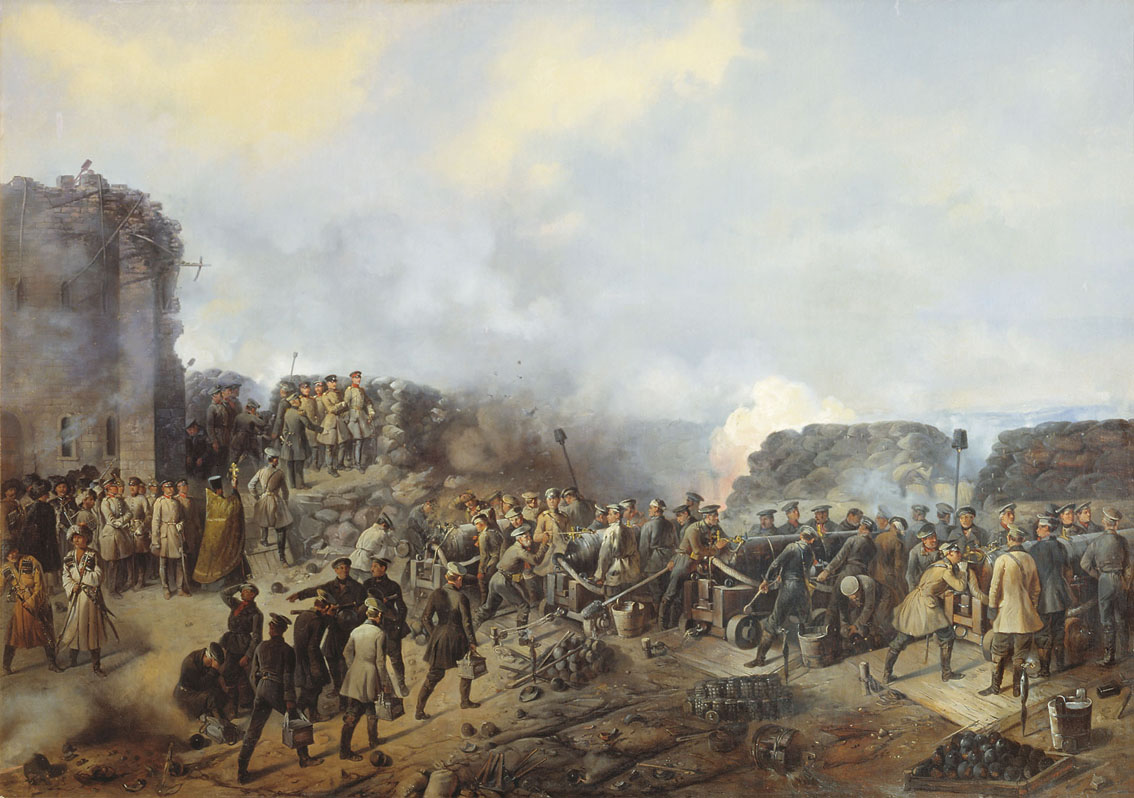
Бой на Малаховом кургане в Севастополе в 1855 году.

Между тем союзники получили новые подкрепления, вследствие чего силы их под Севастополем возросли до 120 тыс. Вместе с тем к ним прибыл искусный французский инженер, генерал Адольф Ньель, которого в январе 1855 года послал в Крым Наполеон III для ознакомления с положением дел под Севастополем. После гибели 15 апреля того же года генерала Мишеля Бизо Ньель был назначен начальником инженеров осадной армии.
Осадные работы, с начала 1855 года направились главным образом против ключа севастопольской оборонительной линии — Малахова кургана. Для противодействия этим работам русские выдвинулись вперёд своим левым флангом и, после упорной борьбы, возвели весьма важные контрапроши: редуты Селенгинский и Волынский и люнет Камчатский. Во время производства этих работ войска узнали о кончине Николая I.
Союзники понимали важность помянутых контрапрошей, но первоначальные попытки их против Камчатского люнета (возведённого впереди Малахова кургана) не имели успеха. Раздражённые этими замедлениями, побуждаемые требованиями Наполеона III и голосом общественного мнения Западной Европы, союзные главнокомандующие решили действовать с усиленной энергией. Силы союзников имели значительное превосходство в огневой мощи. Ещё 17 (29) января 1855 года французский генерал Ф. Канробер писал турецкому сераскиру Риза-паше, что они «смогут открыть по Севастополю огонь, который, возможно, не имеет аналогов в истории осадных войн». За 10 дней (с 28 марта [9 апреля] по 7 [19] апреля) во время 2-й усиленной бомбардировки они произвели 165 тыс. артиллерийских выстрелов, в то время как русские произвели их всего 89 тыс. Тем не менее это не принесло союзникам ожидаемого успеха. Разрушаемые укрепления за ночь исправлялись их защитниками. Штурм был отложен; но русские, вынужденные в ожидании его держать резервы под огнём, понесли за эти дни урон более 6 тыс.
Осадная война продолжалась с прежним упорством; однако перевес стал склоняться на сторону англо-французских войск. Вскоре к ним стали прибывать новые подкрепления, и силы их в Крыму возросли до 170 тысяч человек. Вступившее 14 (26) января 1855 в войну на стороне коалиции Сардинское королевство в апреле—мае прислало в Крым более 18 тысяч войск Сардинского экспедиционного корпуса, а с учётом сардинской Королевской морской дивизии, присоединившейся к флоту союзников — 24 082 военнослужащих. Ввиду такого их перевеса Наполеон III требовал решительных действий и прислал составленный им план. Канробер, однако, не нашёл возможности выполнить его, и потому главное начальство над войсками передано было генералу Жан-Жака Пелисье. Действия его начались отправкой экспедиции в восточную часть Крыма, с целью лишить русских продовольствия с берегов Азовского моря и пресечь коммуникации Севастополя через Чонгарскую переправу и Перекоп.
В ночь на 11 (23) мая 16 тыс. человек отправлено было на кораблях из Камышовой бухты и Балаклавы, а на следующий день войска эти высадились близ Керчи. Начальствовавший российскими войсками в восточной части Крыма барон Врангель (победитель на Чингильских высотах), имея всего 9 тысяч, должен был отступить по Феодосийской дороге, после чего неприятель занял Керчь, вошёл в Азовское море и всё лето производил нападения на прибрежные населённые пункты, истребляя запасы и предаваясь грабежам; однако, потерпев неудачу под Арабатом и Геническом, он не мог проникнуть в Сиваш, к Чонгарской переправе.
22 мая (3 июня) Ж.-Ж. Пелисье завладел под Севастополем Федюхиными и Балаклавскими горами и долиною реки Чёрной, после чего задумал овладеть Малаховым курганом. Этому должно было предшествовать овладение передовыми укреплениями: Селенгинским и Волынским редутами и Камчатским люнетом. После 2-дневной жестокой бомбардировки (по счёту 3-й) союзники, после упорнейшего боя и значительных потерь, овладели вышеназванными верками. Теперь открыт был доступ к Малахову кургану, и положение осаждённого города становилось критическим. Между тем боевых запасов, подвозимых с большими трудностями, оказывалось очень мало сравнительно с союзниками, которым всё доставлялось морем.
Князь М. Д. Горчаков терял надежду спасти Севастополь, и думал о том, как вывести оттуда гарнизон без больших потерь. Осадные работы неприятеля подвинулись уже на 200 саженей к Малахову кургану и на 115 саженей к 3-му бастиону; жестокий артиллерийский огонь продолжался непрерывно.

### Первый штурм

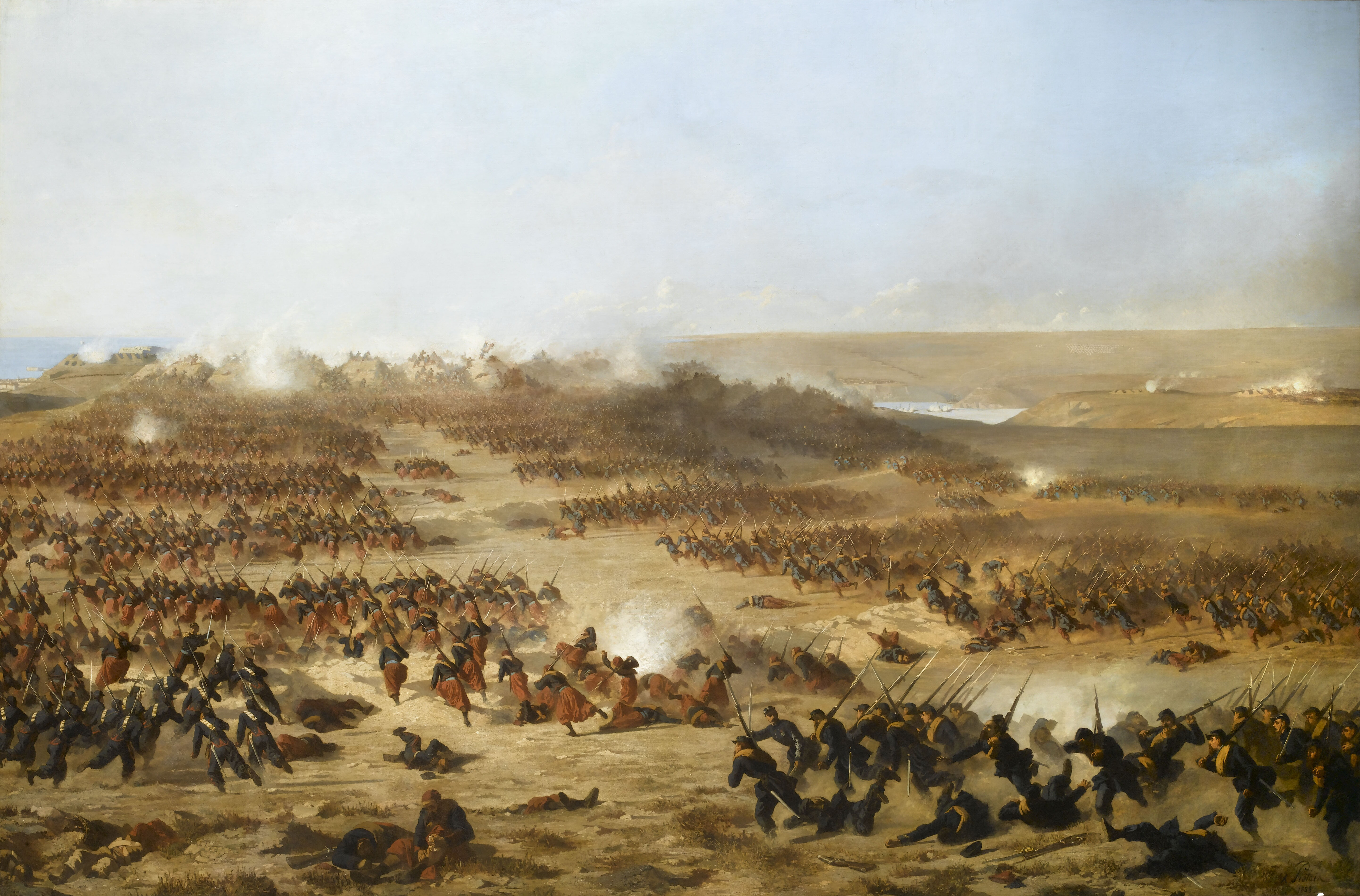
Атака союзниками на Камчатский люнет (Зелёный Мамелон) 26 мая (7 июня) 1855 года, картина кисти П.-А. Проте

На 6 (18) июня командование союзников запланировало генеральный штурм Севастополя, взятие города должно было быть приурочено к годовщине битвы при Ватерлоо. 17 июня шла усиленная артиллерийская подготовка. Утром 18 июня союзные войска начали штурм русских укреплений. Французы атаковали 1-й и 2-й бастионы, англичане 3-й бастион «Большой Редан». Французское командование направило коллосальные силы, около 13 500 человек, в том числе лучшие батальоны зуавов, против Малахова кургана. Французы предполагали овладеть бастионом Корнилова для прорыва на Малахов курган. Однако французские колонны были встречены мощным огнём, так что одно за другим два нападения были отражены с огромным уроном для французов. Тогда французы перенесли направление главной атаки на батарею, обороняемую Полтавским полком. Неся большие потери, французские зуавы ворвались в батарею Жерве и отчасти перекололи, отчасти отбросили её защитников. Вслед за зуавами в прорыв на батарею Жерве и за батарею бросились французские линейные войска. Прорвавшиеся французы засели в домах и поражали убийственным огнём русских, отброшенных от потерянной батареи Жерве. Полковник Гарнье, командовавший прорвавшимися французами, не дождался подкрепления и был выбит русскими с батареи Жерве.
Генерал Ниоль, поняв невозможность отбить батарею Жерве, направил одну за другой несколько отчаянных атак непосредственно на Корниловский бастион и на верки Малахова кургана. Но и эти повторные атаки были отбиты после ожесточённой борьбы.
Отдельные части французской дивизии Отмара повторно атаковали занятую русскими батарею, но были отбиты. Всё пространство перед бруствером батареи Жерве и Малахова кургана было так густо усеяно телами павших французов, как не было ни на каком другом участке оборонительной линии. Французские генералы Мэйран и Брюне были убиты, их войска разгромлены.
В это же время англичане потерпели поражение при штурме 3-го бастиона, потеряв убитым генерала Кэмпбелла. Англичане вышли из траншей и двумя колоннами двинулись на 3-й бастион. Русские расстреливали их в упор, англичане несли большие потери, особенно много было убитых из офицерского состава. После кровопролитной, но бесполезной атаки англичане отступили. Также была отброшена в исходные позиции и другая колонна англичан, шедшая с восточной стороны к 3-му бастиону. Англичане оправдывали поражение убийственным огнём русской артиллерии.
В результате штурма союзники потеряли убитыми и ранеными до 7000 человек, либо 10 000 в том числе 3-х генералов убитыми. Потери русской стороны за время обстрела и штурма составили 4800 человек.
Карл Маркс отмечал: «18 июня 1855 г. под Севастополем предполагалось разыграть сражение при Ватерлоо в исправленном издании и с другим исходом. Вместо этого происходит первое серьёзное поражение французско-английской армии».

### Продолжение осады

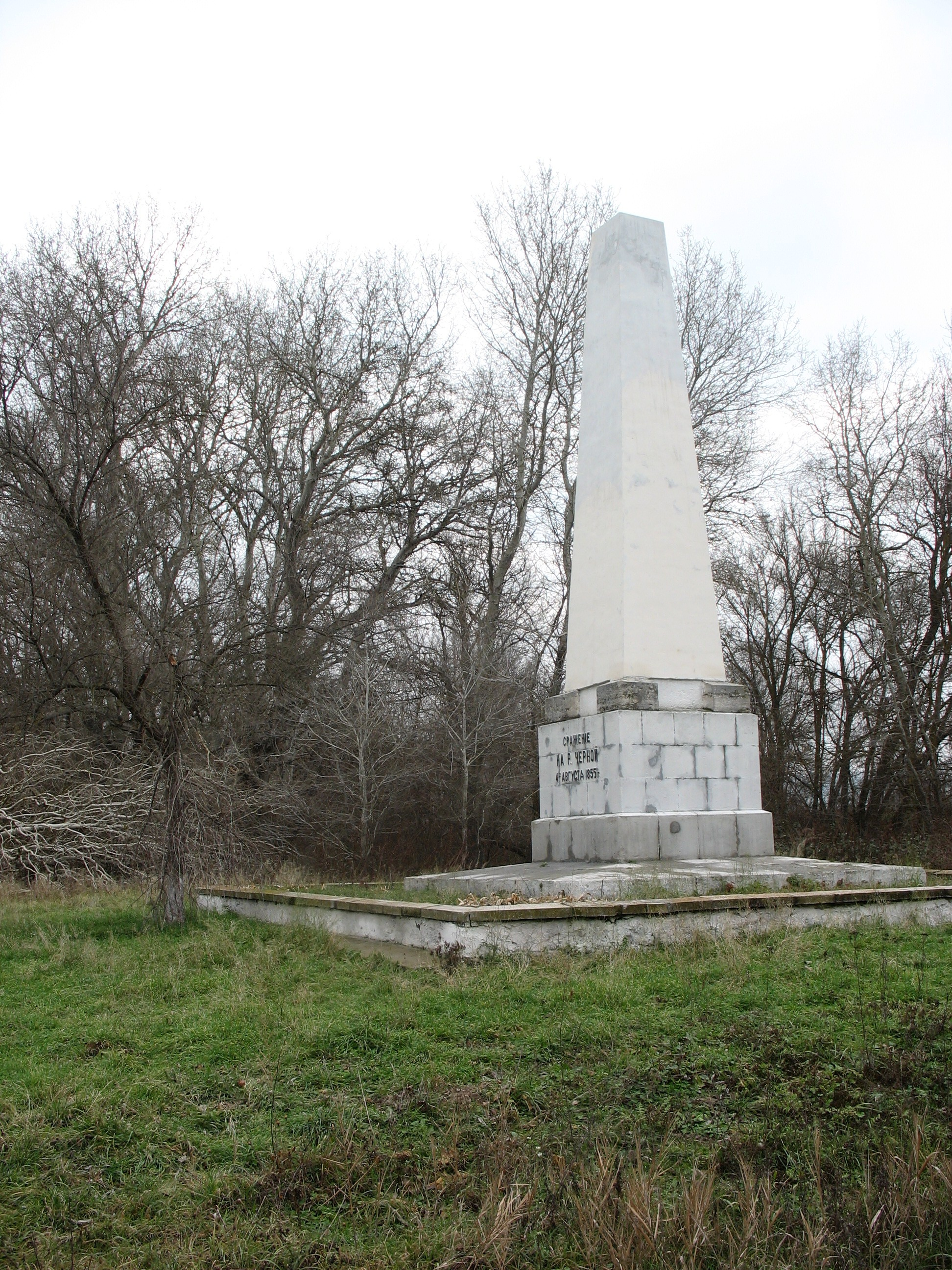
Обелиск на месте сражения на Чёрной речке. Надпись «Убиты: генералы Реад, барон Вревский, Веймарн, 66 офицеров, 2237 нижних чина»

Осада, временно замедленная неудачным штурмом, продолжалась, и положение изнемогавшего гарнизона становилось невыносимым; лучшие его предводители выбывали один за другим; ещё 7 (19) марта оторвало ядром голову доблестному защитнику Малахова кургана, контр-адмиралу Истомину, 8 (20) июня ранен Тотлебен (хотя он больной ещё 2 месяца продолжал издали руководить работами, но руководство это, конечно, не давало прежних результатов). Наконец, 28 июня (10 июля) смертельно поражён пулей П. С. Нахимов. Защитники Севастополя, которых, по выражению современников, «толкли как в ступке», жаждали решительного боя, способного изменить их положение. К тому же склонялся и сам князь М. Д. Горчаков.
В последних числах июля прибыли в Крым новые подкрепления (3 пехотные дивизии), а 27 июля (8 августа) получено повеление императора Александра II главнокомандующему собрать военный совет для решения вопроса о «необходимости предпринять что-либо решительное, дабы положить конец сей ужасной войне». Большинство членов совета высказалось за наступление со стороны реки Чёрной. Князь Горчаков, хотя и не верил в успех нападения на сильно укреплённые позиции противника, однако поддался настояниям некоторых генералов. 4 (16) августа произошло сражение на реке Чёрной, где атака русских была отбита и они принуждены были отступить, понеся огромный урон. Это сражение не переменило взаимного положения противников; защитники Севастополя оставались при той же решимости обороняться до последней крайности; нападающие же, несмотря на разрушение севастопольских укреплений и близость к ним своих подступов, не отваживались на штурм, а решили потрясти Севастополь новой (5-й) усиленной бомбардировкой.
С 5 по 8 (17—20) августа огонь 800 орудий осыпал защитников непрерывным градом свинца; русские теряли ежедневно 900—1000 человек; с 9 по 24 августа (21 августа — 5 сентября) огонь был несколько слабее, но тем не менее у гарнизона каждый день выбывало из строя 500—700 человек.

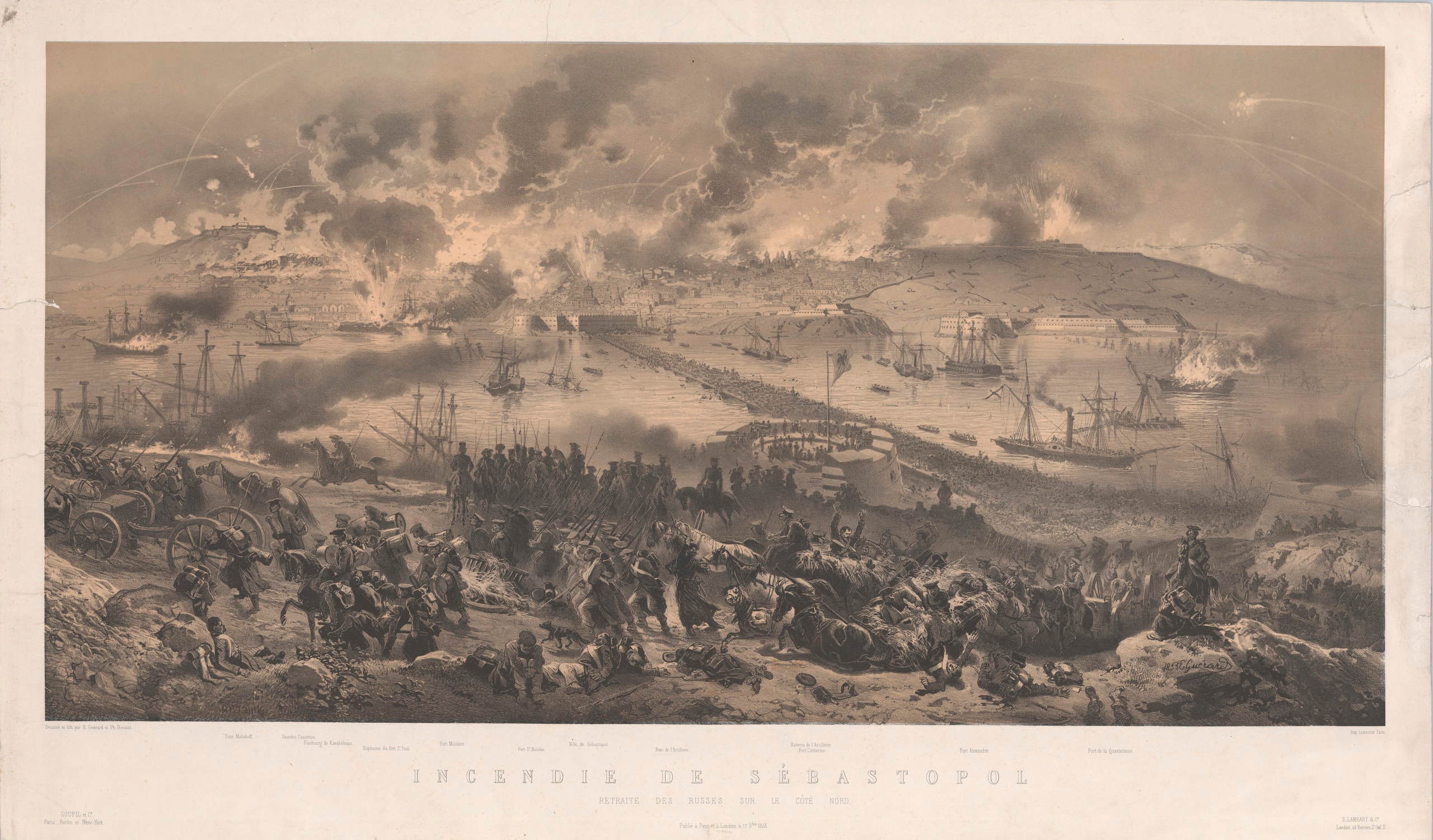
Переход русской армии на северную сторону Севастополя 8 сентября 1855 года

15 (27) августа в Севастополе освятили мост на плотах (в 450 саженей) через большую бухту, спроектированный и построенный генерал-лейтенантом А. Е. Бухмейером. Осаждающие, между тем, подвинули уже свои работы на ближайшее расстояние к русским веркам, почти уже разрушенным предшествовавшей адской канонадой.
24 августа (4 сентября) началась 6-я усиленная бомбардировка, заставившая умолкнуть артиллерию Малахова кургана и 2-го бастиона. Севастополь представлял груду развалин; исправление укреплений сделалось невозможным.
27 августа (8 сентября), после жестокого огня, союзники в полдень двинулись на штурм. Через полчаса французы овладели Малаховым курганом. На всех прочих пунктах обороняющиеся после ожесточённых боёв удержали свои позиции. Тем не менее в результате последних дней бомбардировки русские потери составили 2,5—3 тыс. человек, и стало очевидным, что при подобных обстоятельствах дальнейшая оборона была бессмысленна. Поэтому князь Горчаков решил оставить Севастополь, и в течение ночи перевёл свои войска на северную сторону. Город был зажжён, пороховые погреба взорваны, военные суда, стоявшие в бухте, затоплены. Союзники не решились преследовать российские войска, считая город заминированным, и только 30 августа (11 сентября) вступили в развалины Севастополя. Город частично был оккупирован союзными войсками с 30 августа 1855 по 23 июня 1856 года.
Из донесения князя Горчакова:

Держаться долее в Севастополе не было никакой возможности. С 24-го числа разрушение слабых верков наших доходило до крайности. Ночные исправления под градом ядер, бомб и штуцерных пуль стоили нам, без пользы уже, драгоценной крови: ежедневный урон простирался до 2500 человек. В таком положении оставалось только помышлять о том, как очистить город, не подвергая гарнизона резне и заднюю часть оного необходимости положить оружие… 27-го, утром, неприятель двинулся со всех сторон на приступ с огромными силами. Мы отразили его везде, кроме Малахова, которого отбить было невозможно. Случай был единственный для очищения Севастополя без потери части гарнизона. Утомление неприятеля, сильный урон, им нанесенный, и храброе отстаивание нашими войсками местности у самого выхода из Корнилова бастиона в разоренных домах служили ручательством, что союзники не решатся проникнуть в город до следующего утра. Я воспользовался этим и очистил Севастополь в продолжение ночи, без урона, не поставив даже ни одной роты арьергарда в необходимость положить оружие или умереть до последнего. Неприятелю оставили вместо города одни пылающие развалины.
— Цит. по ист.: Татищев С. С. Александр II // Русский биографический словарь : в 25 томах. — СПб., 1896. — Т. 1: Аарон — император Александр II. — С. 462.
Павших в последнем штурме русских и французских солдат по приказу генерала Мак-Магона похоронили в общей братской могиле, установив над ней монумент.

## Потери

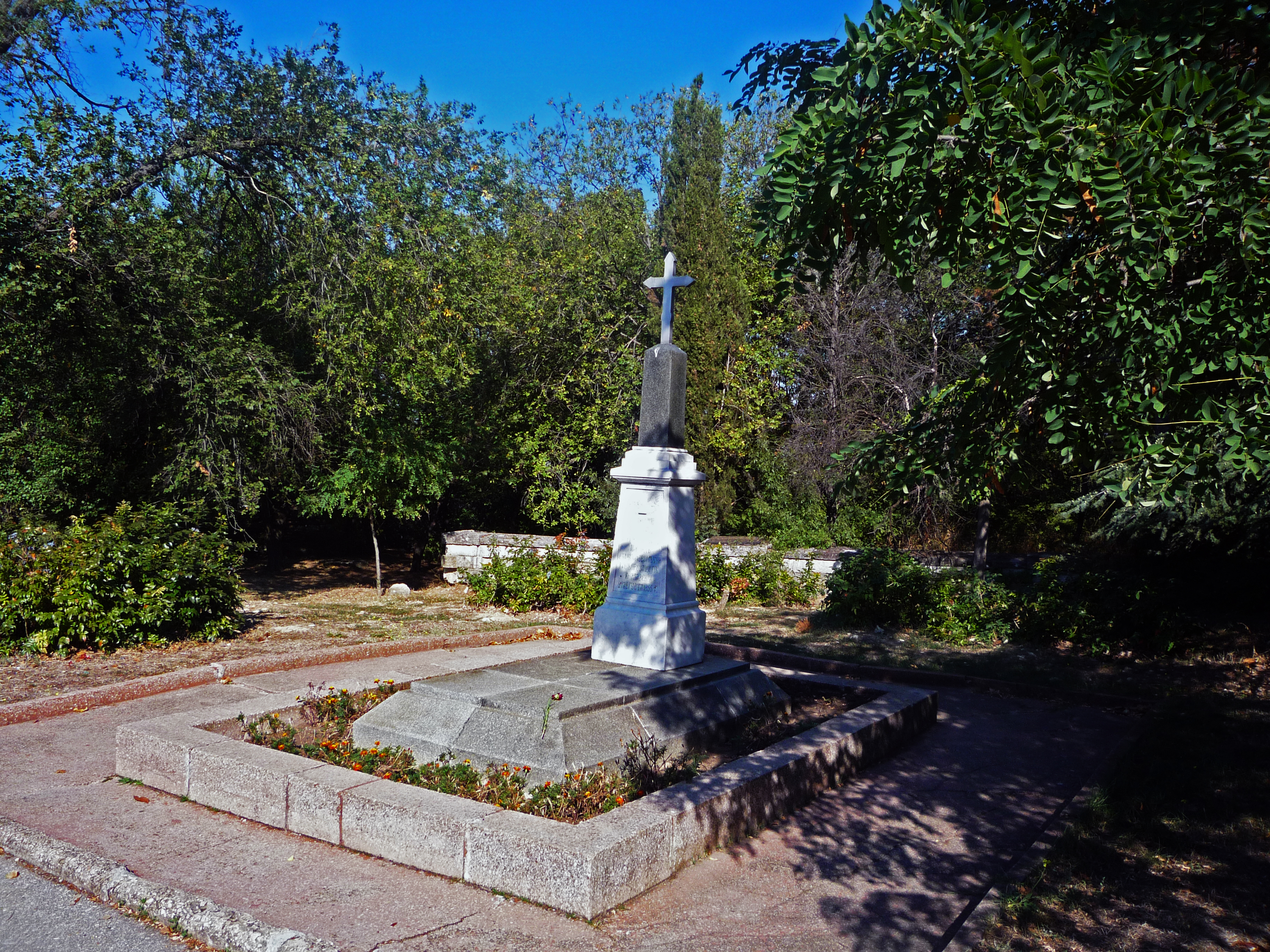
Монумент павшим в последнем штурме Малахова кургана русским и французским воинам на месте их братской могилы (возведён заново в 1960 г.)

За 11 месяцев осады союзники потеряли не менее 70 тыс. человек, не считая умерших от болезней. Русские в обороне Севастополя, по опубликованным в 1856 году данным штаба гарнизона, потеряли 17 015 человек убитыми, 58 272 — ранеными, 15 174 — контужеными и 3 164 — пропавшими без вести. Всего — 93 625. Из них потери флота составили 18,9 % (17 712 чел.) убитыми, ранеными и контужеными, в том числе убитыми — 3 адмирала, 19 штаб-офицеров, 87 обер-офицеров, 3 776 нижних чинов. В современной военно-исторической науке число потерь указывается несколько выше — около 102 000 человек с учётом умерших от болезней.
Высокий уровень потерь российских войск был обусловлен также неудовлетворительной организацией медицинской службы. В донесении высочайше учреждённой следственной комиссии по госпитальному делу уже после войны говорилось:

Больные вывозились из госпиталей Крымского полуострова с большими усилиями, без всякой системы и только в минуты крайней необходимости. Этапов не было в начале устроено, и дурные дороги и неудобные подводы, недостаток медиков и фельдшеров, перевязочных материалов, медикаментов и хирургических инструментов, наконец, тёплой одежды и пищеварительных котлов производили разрушительное влияние на здоровье страждущих, в особенности при перевозке их в глубокую осень и зиму. Бывали даже случаи, что десятая часть перевозимых умирала в пути, делаясь жертвою страшных лишений и беспорядков, что следует отнести отчасти и к небрежению военного начальства о сбережении здоровья нижних чинов.

Союзниками были захвачены большие трофеи, в том числе 3839 артиллерийских орудий, 407 314 артиллерийских ядер, 101 755 артиллерийских снарядов, 525 000 фунтов (238 тонн) пороха, 470 000 патронов в хорошем состоянии и 160 000 повреждённых.

## Последствия
Потеря символа русского присутствия и главного военного порта на Чёрном море стало большим ударом для многих в России как в армии, так и в тылу, и способствовало скорейшему окончанию войны. Однако его оккупация союзниками не изменила решимости русских солдат продолжать неравную борьбу. Их армия (115 тыс.) расположилась вдоль северного берега Большой бухты; союзные же войска (более 150 тыс. одной пехоты) заняли позиции от Байдарской долины к Чоргуну, по реке Чёрной и по южному берегу Большой бухты. В военных действиях наступило затишье, прерываемое диверсиями неприятеля в отношении разных приморских пунктов.

## Награждение участников
В Османской империи для награждения отличившихся при взятии Севастополя в 1855 году была учреждена Севастопольская медаль, которой был награждён 21 человек.

В России специально для участников обороны Севастополя была учреждена медаль «За защиту Севастополя», которая была первой в истории России медалью, которая выдавалась не за взятие или победу, а за оборону. Также все участники событий награждались медалью «В память войны 1853—1856 гг.», которой награждали всех участников Крымской войны. Впоследствии была учреждена медаль «В память 50-летия защиты Севастополя», которой награждали всех оставшихся в живых участников событий, а также награждались члены комитета по восстановлению памятников Севастопольской обороны, историки, писатели.

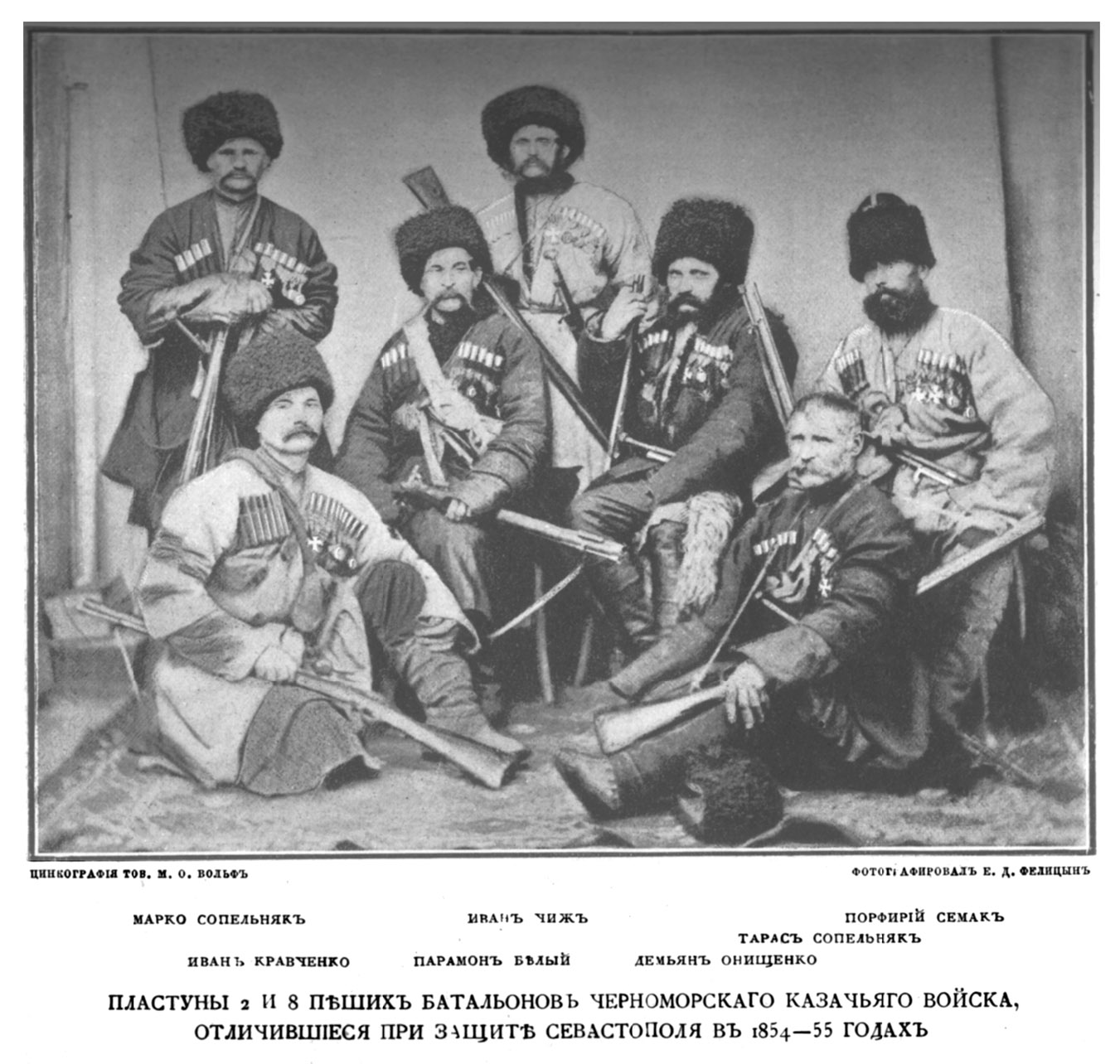
Фотография пластунов Черноморского казачьего войска, отличившихся при защите Севастополя в 1854—1855 гг.
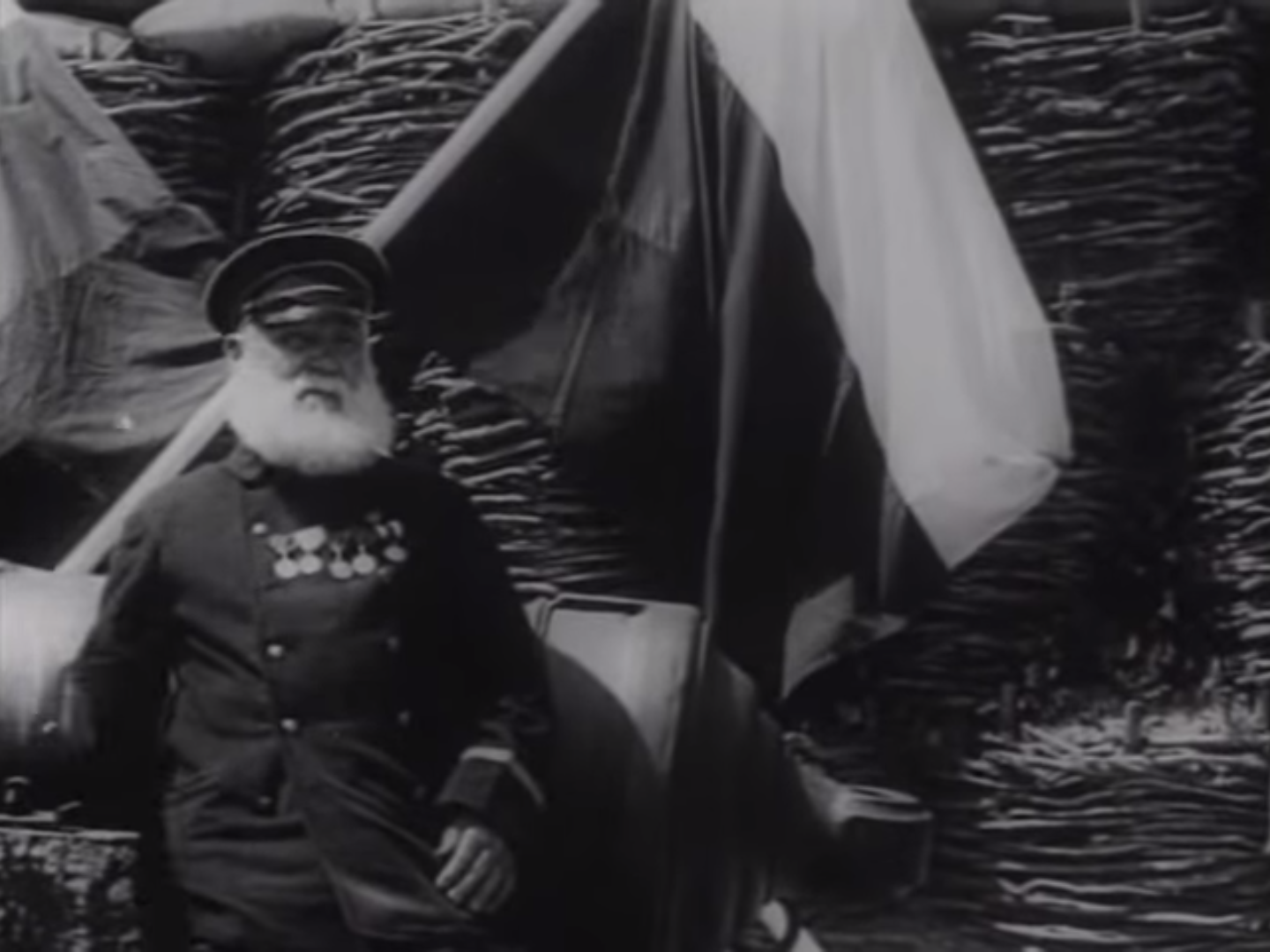
Ветеран битвы в 1911 году на фоне российского флага. Кадр из фильма «Оборона Севастополя»
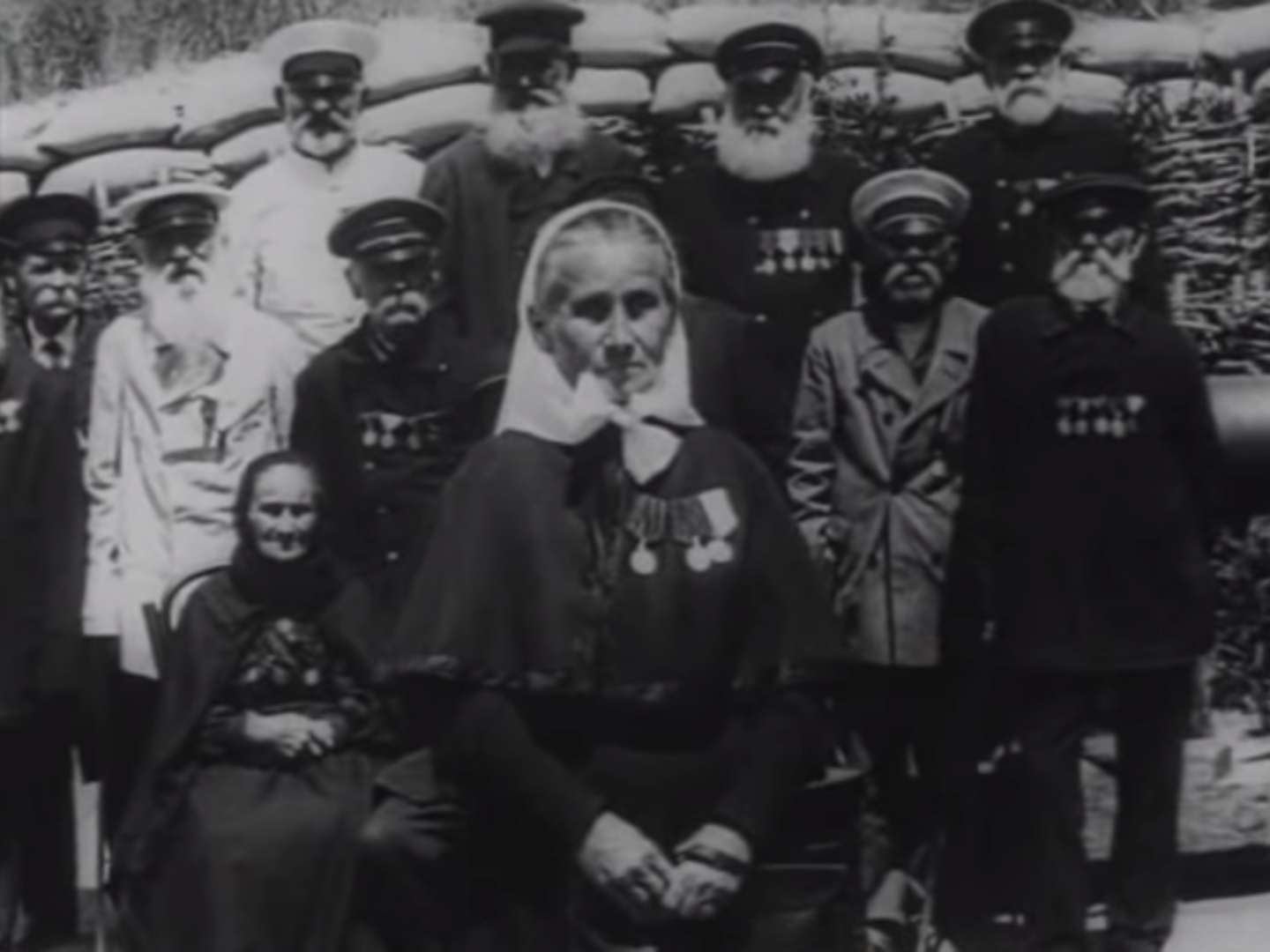
Ветераны битвы в 1911 году. Кадр из фильма «Оборона Севастополя»
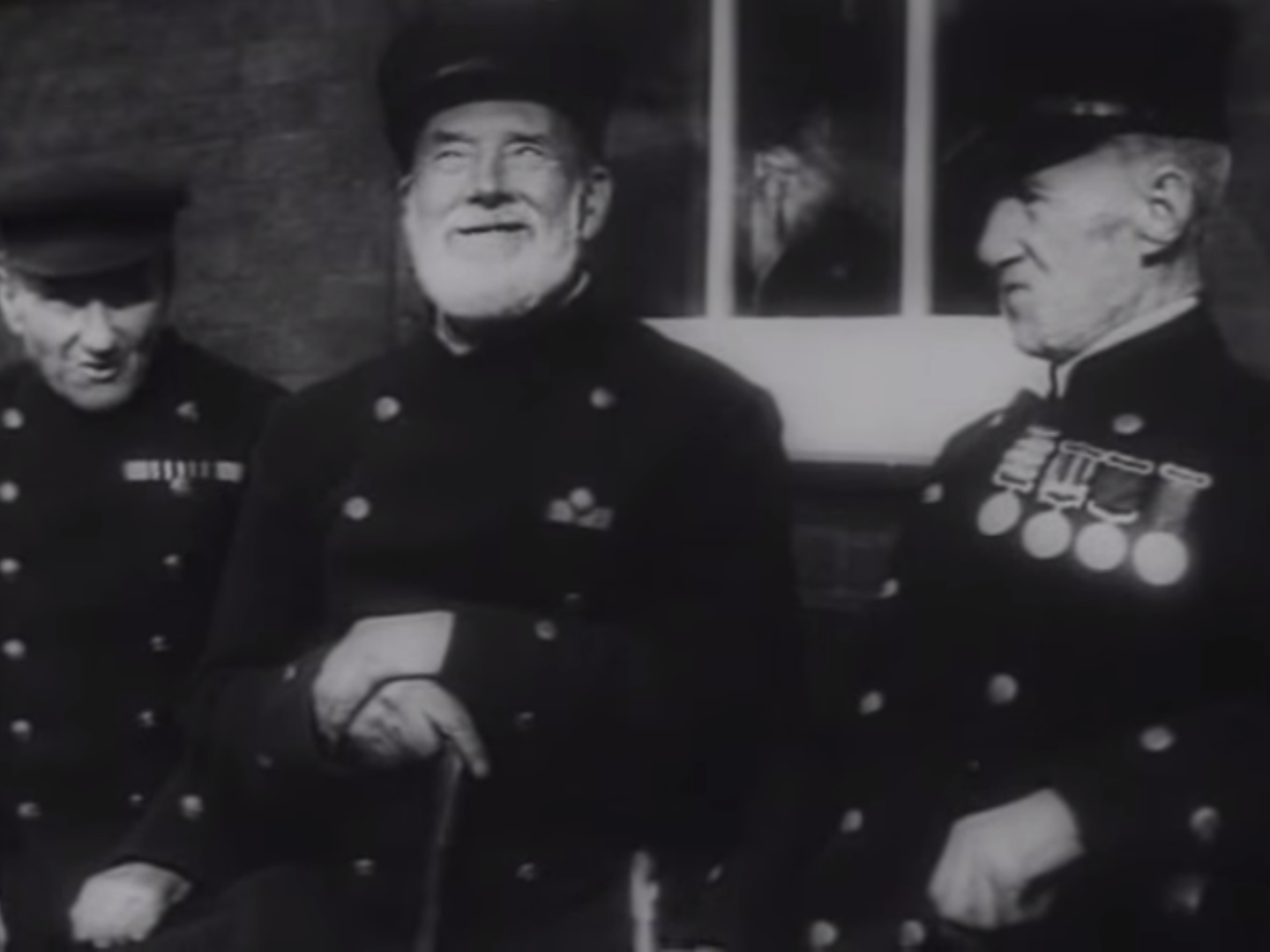
Французские ветераны битвы в 1911 году. Кадр из фильма «Оборона Севастополя»

## В культуре и искусстве

### Живопись
- Панорама «Оборона Севастополя» (1902—1904) — панорамная батальная картина Ф. Рубо, для которой в 1905 году в Севастополе было возведено специальное здание-музей

### Кинематограф
- «Оборона Севастополя» (1911). Реж. В. Гончаров, А. Ханжонков и П. Чардынин. Первый российский полнометражный художественный фильм.
- Адмирал Нахимов (фильм) (1946)
- Пирогов (фильм) (1947)

### Филателия

Почтовые марки СССР
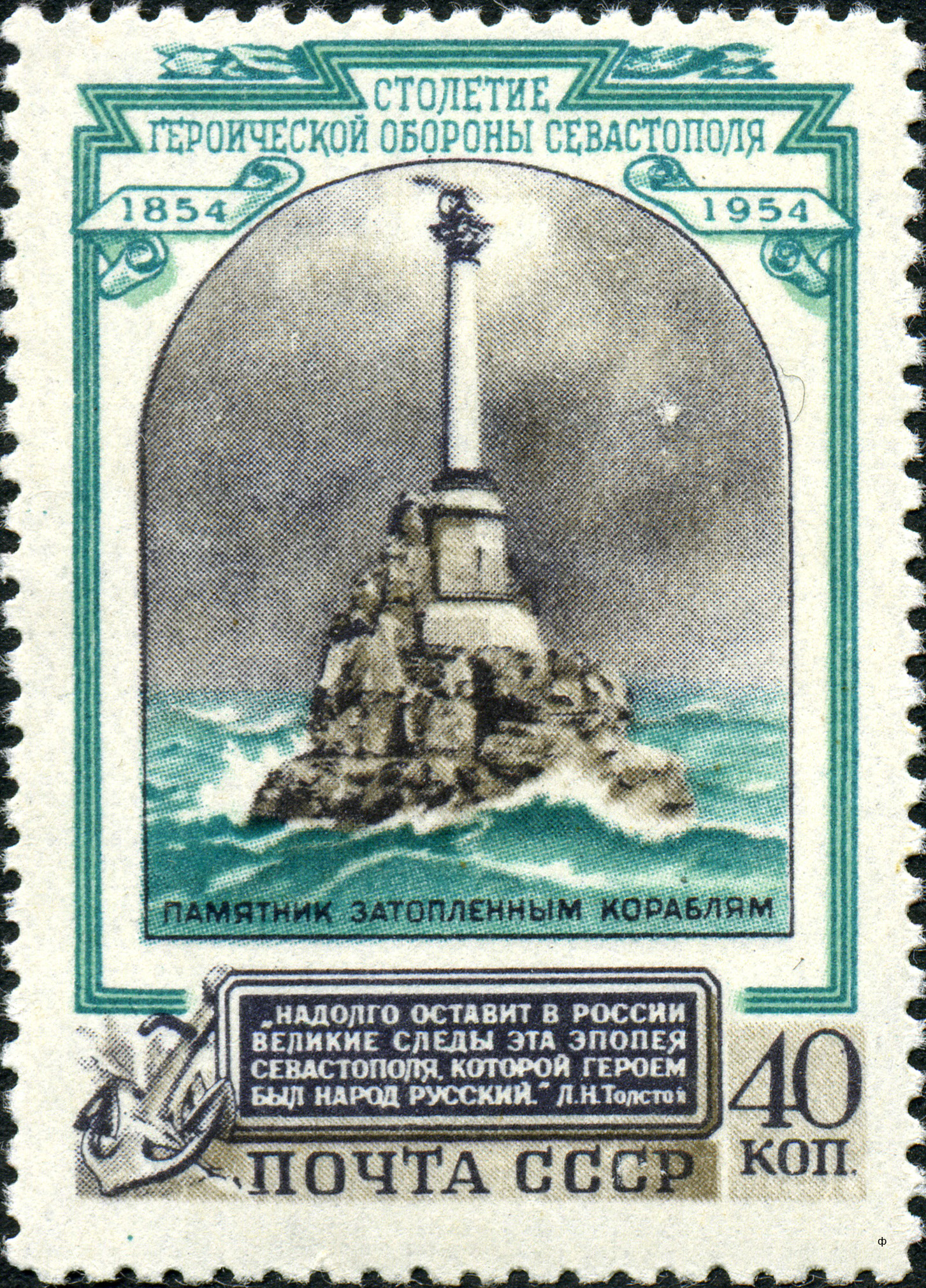
Памятник затопленным кораблям. Цитата Л. Н. Толстого из рассказа «Севастополь в декабре месяце» цикла «Севастопольские рассказы».
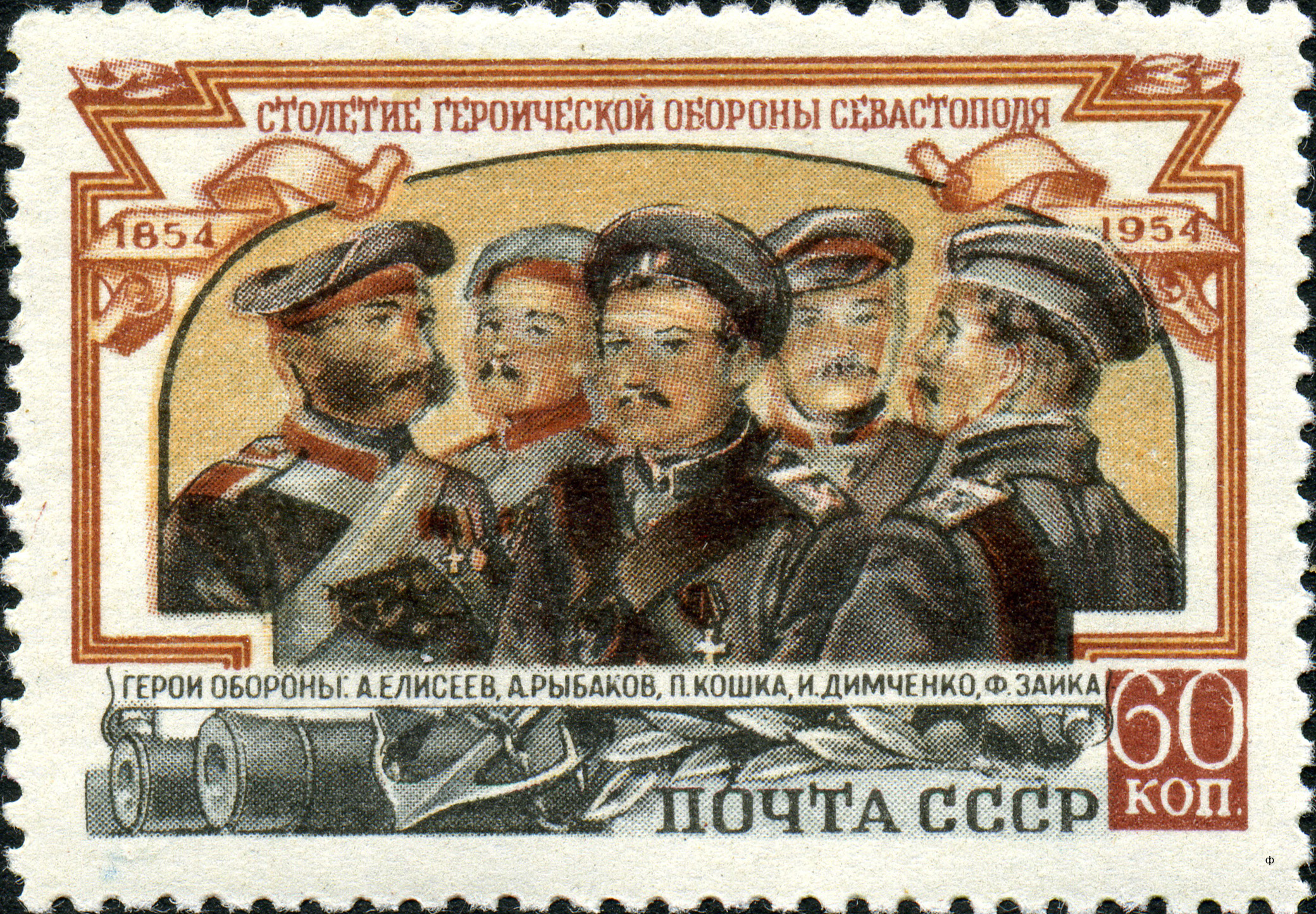
Герои обороны: А. Елисеев, А. Рыбаков, П. Кошка, И. Димченко, Ф. Заика.
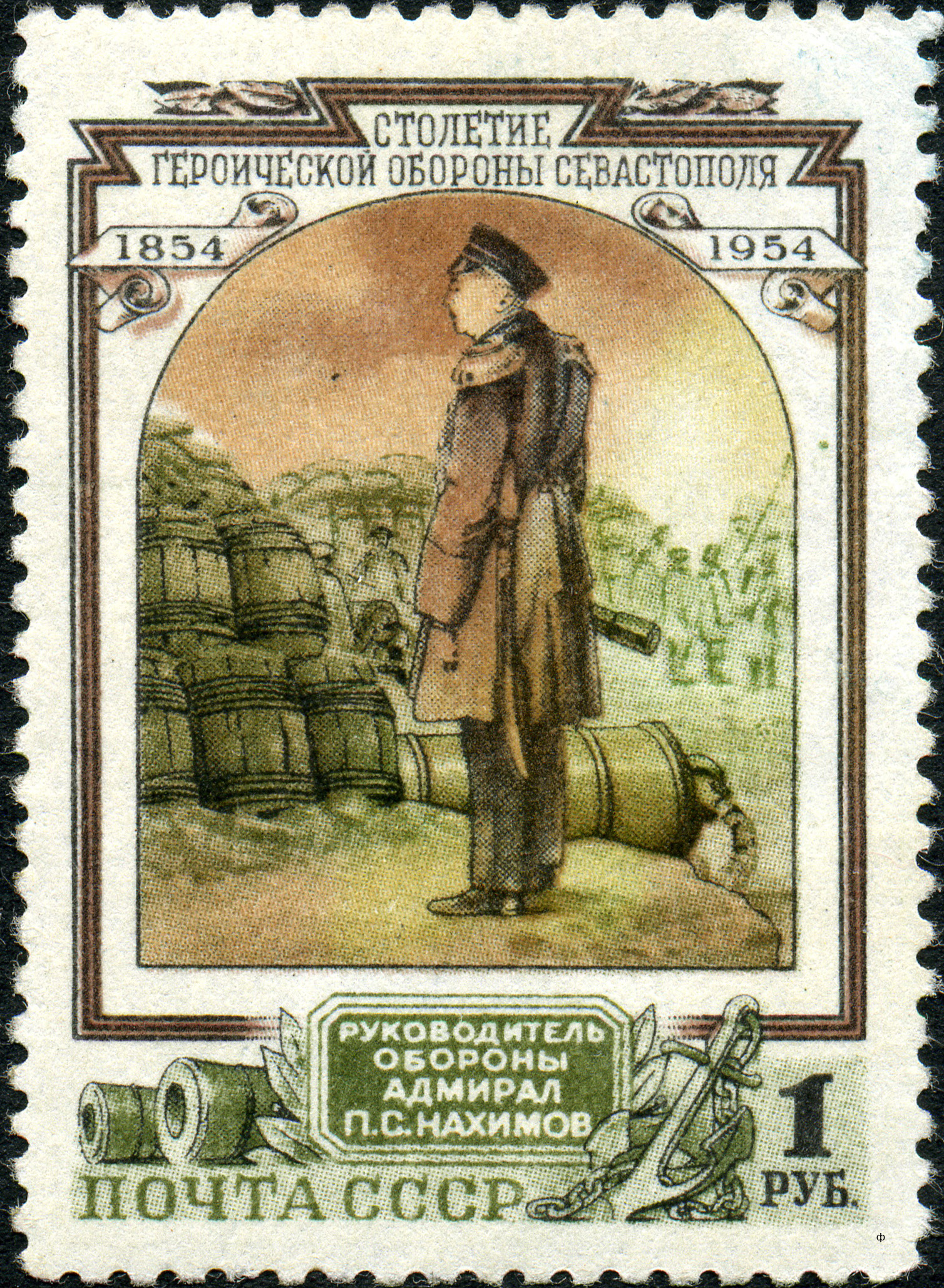
Руководитель обороны адмирал Нахимов.

### Отражение в историографии и народной памяти
Уже вскоре после окончания Крымской войны началось соперничество «официозного» нарратива о войне, выдвигавшего на первый план командующего князя Горчакова, и «народного», главным героем которого стал адмирал Нахимов. Развитию последнего немало поспособствовала и публикация «Севастопольских рассказов» Льва Толстого. Параллельно происходила мемориализация пространства, связанного с событиями обороны: уже в 1869 году в Петербурге по частной инициативе был основан комитет по созданию в Севастополе военного музея, который к 40-й годовщине событий обзавёлся собственным зданием (сейчас — Военно-исторический музей Черноморского флота); тогда же, в 1890-х, были поставлены памятники адмиралам Корнилову и Нахимову, а к 50-й годовщине было закончено здание музея-панорамы.
После отмены Лондонской конвенцией (1871) ограничительной статьи Парижского договора (1856), запрещавшей России иметь военный флот на Чёрном море, интерес в России к обороне Севастополя (как и к Крымской войне в целом) возродился с новой силой. Различными изданиями публиковались как документальные материалы, так и воспоминания участников Крымской войны, наиболее видное место в освещении которой занимала оборона Севастополя. Именно в тот же период и появились первые научные работы по истории Крымской войны. Государственная линия на восстановление Севастополя как форпоста русских военно-морских сил на Чёрном море и самого Черноморского флота была с воодушевлением поддержана разными слоями общества.
В советское время издание научных и научно-популярных трудов о Севастопольской обороне возобновилось перед самой войной, с 1939 года. Во время Великой Отечественной войны пример первой обороны Севастополя должен был, по замыслу властей, вдохновлять участников второй. По мнению историка Карла Куоллса, в послевоенное время оборона Севастополя придавала идентичности севастопольцев особую, местную специфику (так, вопреки разработанным в Москве архитектурным планам, в центре города, как и ранее, доминировали памятные места, связанные с Крымской войной); именно благодаря этому, пишет исследователь, историческое сознание севастопольцев менее болезненно отреагировало на распад СССР, просто вернувшись к более ранним формам российской идентичности.
Американский историк украинского происхождения С. Н. Плохий считает события обороны Севастополя и само выражение «Севастополь — город русской славы» (авторства российского и советского историка Е. В. Тарле, озаглавившего таким образом свою книгу, вышедшую к 100-летию обороны) ещё одним русским национальным историческим мифом о «защите родной земли», занявшим своё место в ряду таких событий, как Бородинское сражение и подвиг Ивана Сусанина.
Как считает Плохий, в постсоветское время в историческом сознании русских первая оборона города вытеснила вторую, так как лучше согласуется с представлениями об исключительной роли русских в боевых действиях, составляющими основу российских притязаний на Севастополь (несмотря на то, что в советское время украинские и белорусские историки издавали труды об участии в обороне представителей своих народов — в частности, историки УССР восхваляли подвиги украинца по происхождению Петра Кошки). Трансформацию исторического мифа Севастополя в 1990-е годы исследователь связывает с изменениями русской национальной идентичности: ностальгией по утраченной империи, проблемой определения объёма понятия «русский», ростом антизападных настроений в среде российских элит.
Однако российский историк Полунов А. Ю., несколько лет преподававший в Крыму, считает, что цивилизационная идентичность крымчан и севастопольцев шире русской идентичности, и что в неё включена и имперская идентичность, и отчасти советская. В целом это особый, своеобразный вариант русской идентичности. У севастопольцев нет острого разделения между советским и имперским. Определённая синкретичность исторического сознания севастопольцев проявляется в особенном восприятии оборон города в годы Крымской войны и в годы войны Великой Отечественной. В Севастополе часто можно услышать выражение — «две обороны Севастополя». Две обороны — это две важнейшие точки отсчёта, которые соединяются в Севастополе с массовыми действиями. 9 мая в Севастополе — не только день Победы, но и день освобождения Севастополя в 1944 году. Крымская война для севастопольцев — не столь далёкое прошлое, и память о ней до сих пор актуальна. Многие моряки Черноморского флота служат потомственно и могут проследить свою родословную вплоть до своих предков, которые служили на флоте во время Крымской войны..
В связи с тем, что в Крыму историко-культурные традиции, среди которых особое значение имели две обороны Севастополя (1854—1855 и 1941—1942), связывались с временами Российской империи и СССР, руководством Украины в 2005―2010 годах был инициирован ряд идеологических кампаний, направленных на формирование «нового национально-исторического сознания», требовавших «перемаркировки» историко-культурного ландшафта Крыма. Среди самих же его жителей это вызвало неоднозначную реакцию. Внедрение властями новых официальных идеологий вызвало у русского населения Крыма резкий протест. Историческое самосознание большей части русского населения Крыма продемонстрировало высокую степень устойчивости перед лицом внешнего давления, а политически активная часть этого населения сумела организовать защиту своих прав в культурно-гуманитарной сфере, используя широкий набор средств. В их число вошла организация массовых общественных форумов, кампании гражданского неповиновения, воздействие на законотворчество, юридическое отстаивание своих интересов в ходе судебных процессов.